# Jena (Duitsland)
Jena is een stad in het oosten van Duitsland, gelegen aan de Saale in de deelstaat Thüringen. De stad telt 110.731 inwoners (31 december 2020) op een oppervlakte van 114,29 km² en is daarmee de op een na grootste van Thüringen. Bestuurlijk is Jena een kreisfreie Stadt.
Jena is bekend als centrum van de optische industrie. Bekende bedrijven die uit Jena komen zijn Carl Zeiss AG en Jenoptik. Sinds 1558 is Jena een universiteitsstad. De Friedrich-Schiller-Universität is genoemd naar de dichter Friedrich Schiller, die er doceerde.
De naam van de stad komt ook terug in de Jenaplanschool: de bedenker van dit schoolsysteem, Peter Petersen, kwam uit Jena.

## Geschiedenis

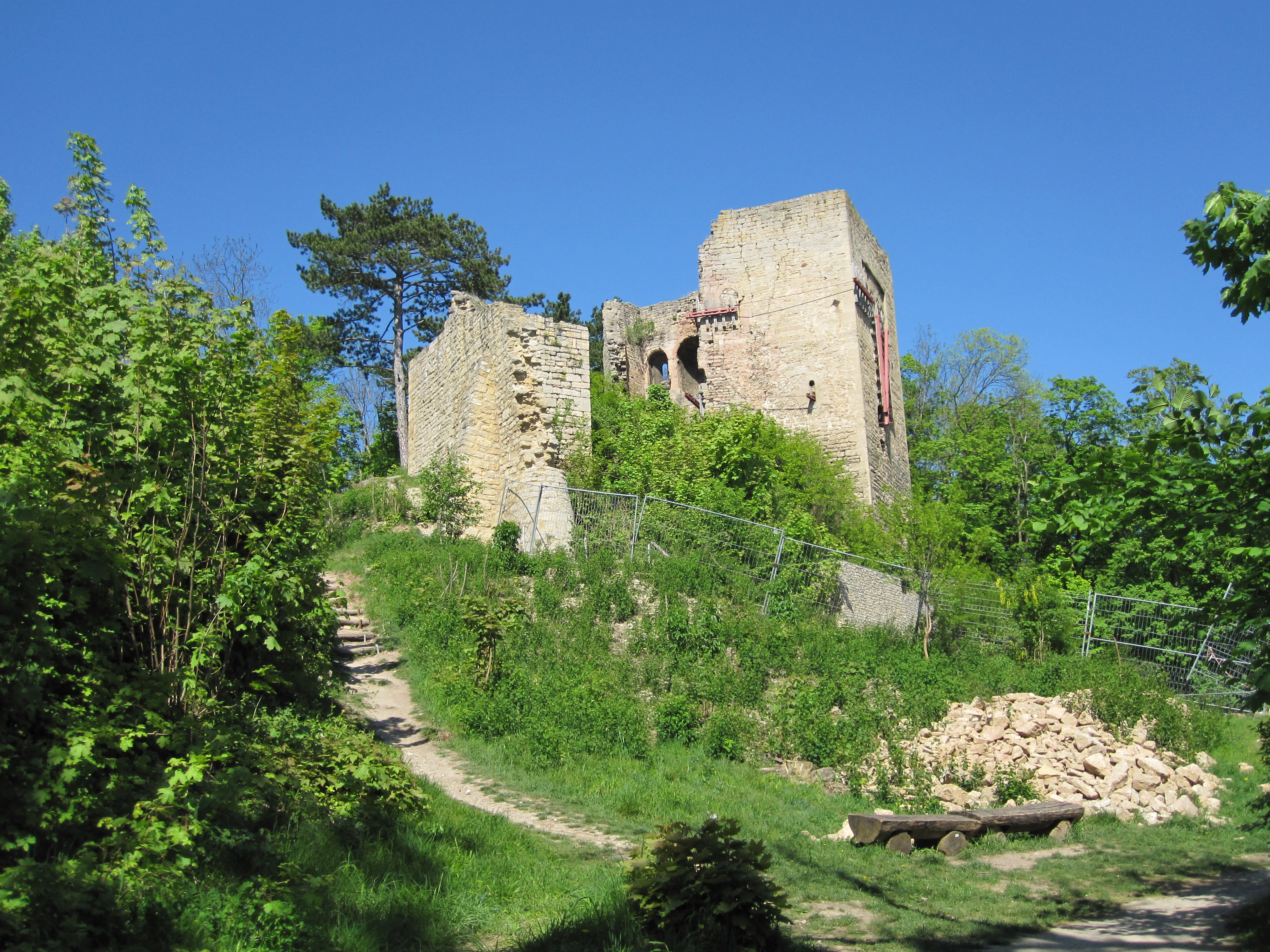
Ruïne Lobdeburg

De plaats wordt, evenals het naburige Leutra, in het tweede kwart van de 9e eeuw voor het eerst in een document vermeld.
Omstreeks 1230 kreeg Jena van de heren van Lobdeburg, naar wie de plaats Lobeda is genoemd, stadsrechten. Van hun kasteel, dat tussen Lobeda-Altstadt en Drackendorf stond, is nog een ruïne bewaard gebleven. Van de 12e tot en met de 18e eeuw was er op de heuvelhellingen rond Jena sprake van winstgevende wijnbouw. In 1286 en 1301 werden in Jena kloosters gesticht, die beide in 1525 tijdens de Duitse Boerenoorlog werden verwoest. De Sint-Michaëlskerk in de stad bestond toen reeds. In de 14e eeuw raakte Jena in bezit van het Huis Wettin. De stad kwam in 1423 aan het Keurvorstendom Saksen. De Reformatie begon in 1523.De radicale theoloog Martin Reinhardt werd één jaar later door ingrijpen van Maarten Luther uit Jena verjaagd. Een helaas ook in veel andere steden in de regio voorkomend verschijnsel was, dat na de Reformatie het antisemitisme in Jena sterk toenam. In 1536 werden alle Joden uit Jena verdreven.
Na de Schmalkaldische Oorlog van 1547 kwam Jena aan het Hertogdom Saksen. In 1548 liet hertog Johan Frederik I de Grootmoedige, in Jena bekend onder de bijnaam Hanfried, een hogeschool oprichten, die in 1558 de status van universiteit verkreeg.
In de laatste dagen van mei 1613 werd Thüringen door wolkbreuken, gevolgd door een overstromingsramp getroffen, die aan 2.261 mensen het leven kostte, van wie een onbekend aantal te Jena. Grote delen van Jena werden hierbij overstroomd.
In 1672 werd het hoofdstad van een zelfstandig vorstendom Saksen-Jena. In 1692 verviel de stad aan de linie Saksen-Eisenach en in 1741 werd het deel van het hertogdom Saksen-Weimar-Eisenach. Tussen 1706 en 1720 had de universiteit van Jena 1.800 studenten, en was daarmee korte tijd de grootste van geheel Duitsland.

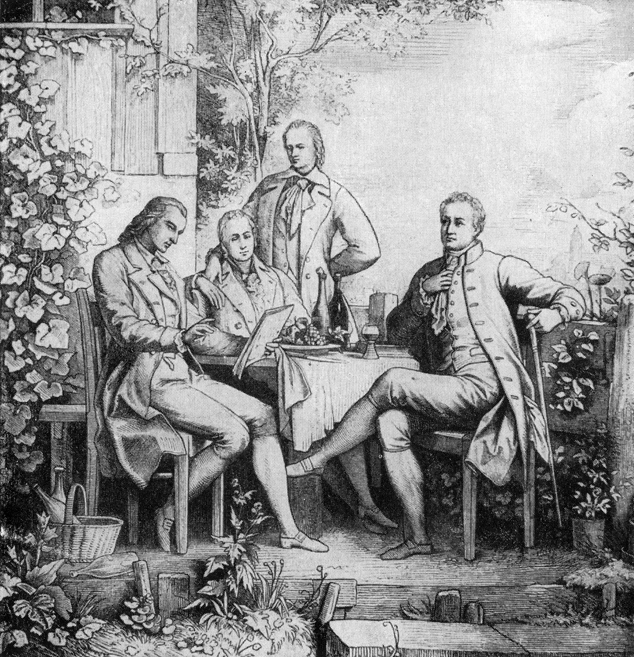
Schiller, W. en A. von Humboldt en Goethe te Jena

Onder hertog Carl August werd Jena een belangrijk intellectueel centrum van Duitsland. Goethe, tijdelijk minister, Schiller, de schilder Anselm Feuerbach, de taal- en letterkundigen August en Friedrich Schlegel, de filosofen Tieck, Fichte, Schelling, de theoloog Schleiermacher en Hegel en vele andere belangrijke personen woonden of verbleven er langere tijd. Zij hadden grote invloed op het ontstaan van de Romantiek. Aan de intellectuele bloeitijd kwam een abrupt einde in 1806, toen de Franse keizer Napoleon Bonaparte op 14 oktober in de Slag bij Jena Pruisen overwon.
Op 12 juni 1815 werd in de herberg Zur grünen Tanne te Wenigenjena, dat een wijk aan de oostrand van Jena is, de zogenaamde Urburschenschaft opgericht. Tot dan toe waren studentenverenigingen regionaal gekleurd. Er was bijvoorbeeld een Landsmannschaft uit Thüringen en één uit Saksen. Het streven was, geheel Duitsland bestrijkende, patriottistische, nationaal-Duitse verenigingen op te richten. Deze Burschenschaften bestaan in Duitse studentenkringen tot op de huidige dag. In de periode 1848-1933 was binnen deze Burschenschaften extreemrechts gedachtegoed geen zeldzaamheid. Anderzijds waren er liberale, democratische stromingen, die in Jena een reactie van de overheid tot gevolg hadden. De universiteit werd aan allerlei bevoogding en aan beperkende maatregelen onderworpen, en nam in de 19e eeuw sterk in betekenis af. De traditionele studentenverenigingen, die in de DDR-tijd tijdelijk verboden waren, zijn na 1990 weer opgeleefd, en hebben een niet geringe invloed op het studentenleven te Jena. Ook schlagende Verbindungen, dat zijn corpora of Burschenschaften, die het schermgevecht (de Mensur) beoefenen, bestaan weer.

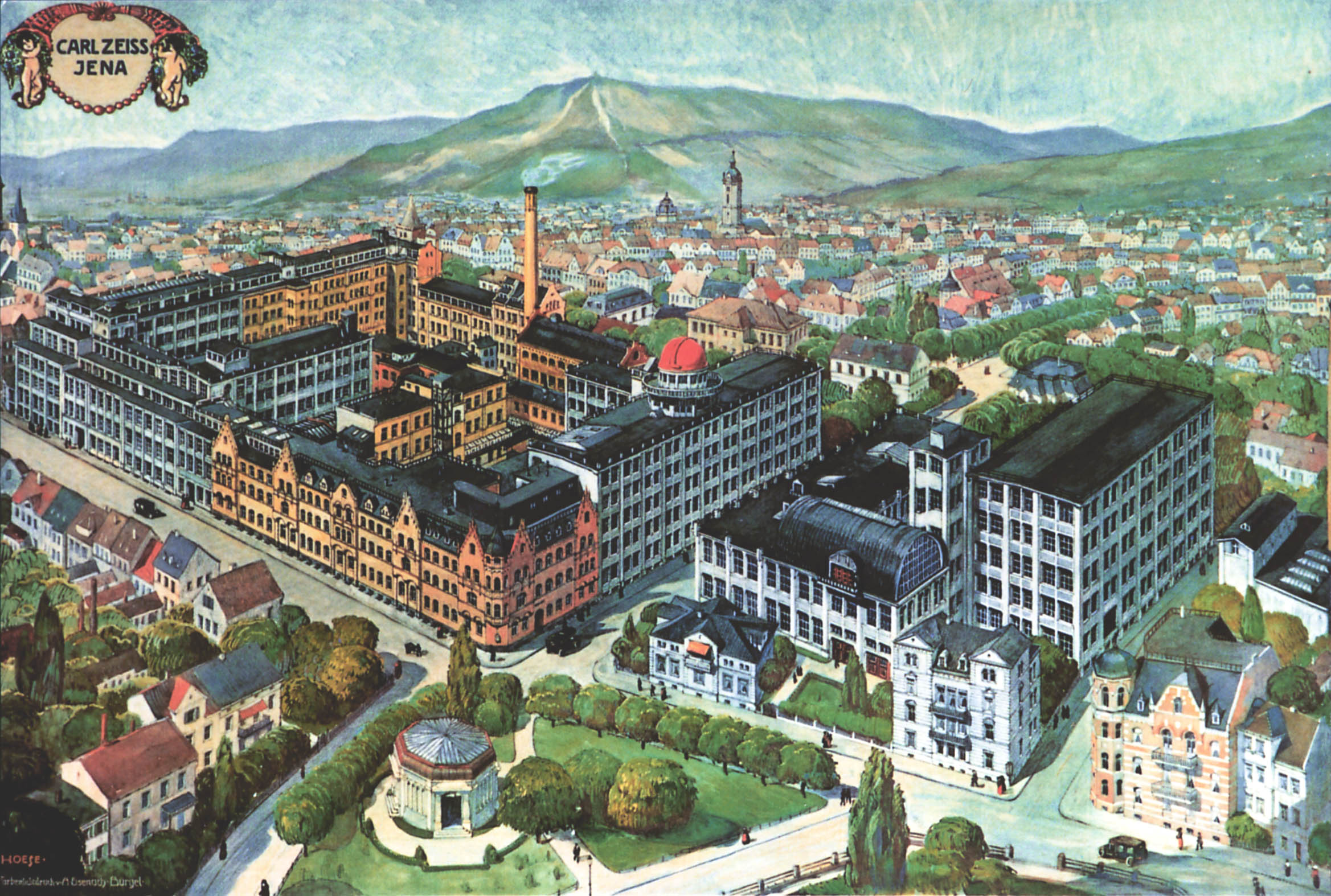
Carl-Zeiss-fabrieken, tekening uit plm. 1910

In het midden van de 19e eeuw vestigde zich industrie in de stad, waaronder in 1846 het bedrijf van Carl Zeiss, en rond 1875 werd Jena op het spoorwegnet aangesloten. De activiteiten van Zeiss (productie en ontwikkeling van wetenschappelijke instrumenten) leidden tot hernieuwde groei van de universiteit, met name de natuurwetenschappelijke faculteiten. In 1878 werd de -nog bestaande- wetenschappelijke uitgeverij Gustav Fischer Verlag te Jena opgericht. In 1901 kreeg de stad een -eveneens nog bestaand-tramlijnennet.
Na de Eerste Wereldoorlog werd het een deel van Thüringen. Ten tijde van de Republiek van Weimar gold de stad, waar veel arbeiders woonden, als politiek links. Ten tijde van Adolf Hitlers Derde Rijk vonden te Jena felle vervolgingen van andersdenkenden plaats. Onder meer 73 joden uit Jena werden slachtoffer van de Holocaust. In de stad werd de reparatiewerkplaats voor spoorwegmaterieel, het Reichsbahn-Ausbesserungswerk, ingericht als kamp voor dwangarbeiders en later als Außenlager van  concentratiekamp Sachsenhausen. Vele tientallen gevangenen stierven hier een ellendige dood. Op 19 maart 1945 werd Jena grotendeels verwoest door een geallieerd luchtbombardement. Op 13 april viel Jena in handen van Amerikaanse troepen, waarmee de Tweede Wereldoorlog voor de stad eindigde.
Na de opdeling van na de Tweede Wereldoorlog kwam Jena in de DDR te liggen. Veel bij de bombardementen van 1945 verwoeste gebouwen werden door nieuwbouw vervangen. Tijdens de opstand van 1953 was de strijd in Jena hevig. Na het neerslaan van de revolte werd één man uit Jena door de Russen gefusilleerd. In 1975 werd het aantal inwoners van Jena voor het eerst meer dan 100.000. De oppositie tegen het DDR-regime was in Jena naar verhouding sterk. In november 1989 namen 40.000 mensen deel aan een demonstratie in het stadscentrum.
Na de Wende ontwikkelde zich, met name van 1995-1997, een beweging van neo-nazi's in Jena. Later werd naar Enver Şimşek, een op 11 september 2000 bij het voormalige Reichsparteitagsgelände te Neurenberg door neo-nazi's vermoorde Turkse bloemenverkoper, een plein (in 2020) en een tramhalte (in 2021) te Jena genoemd.

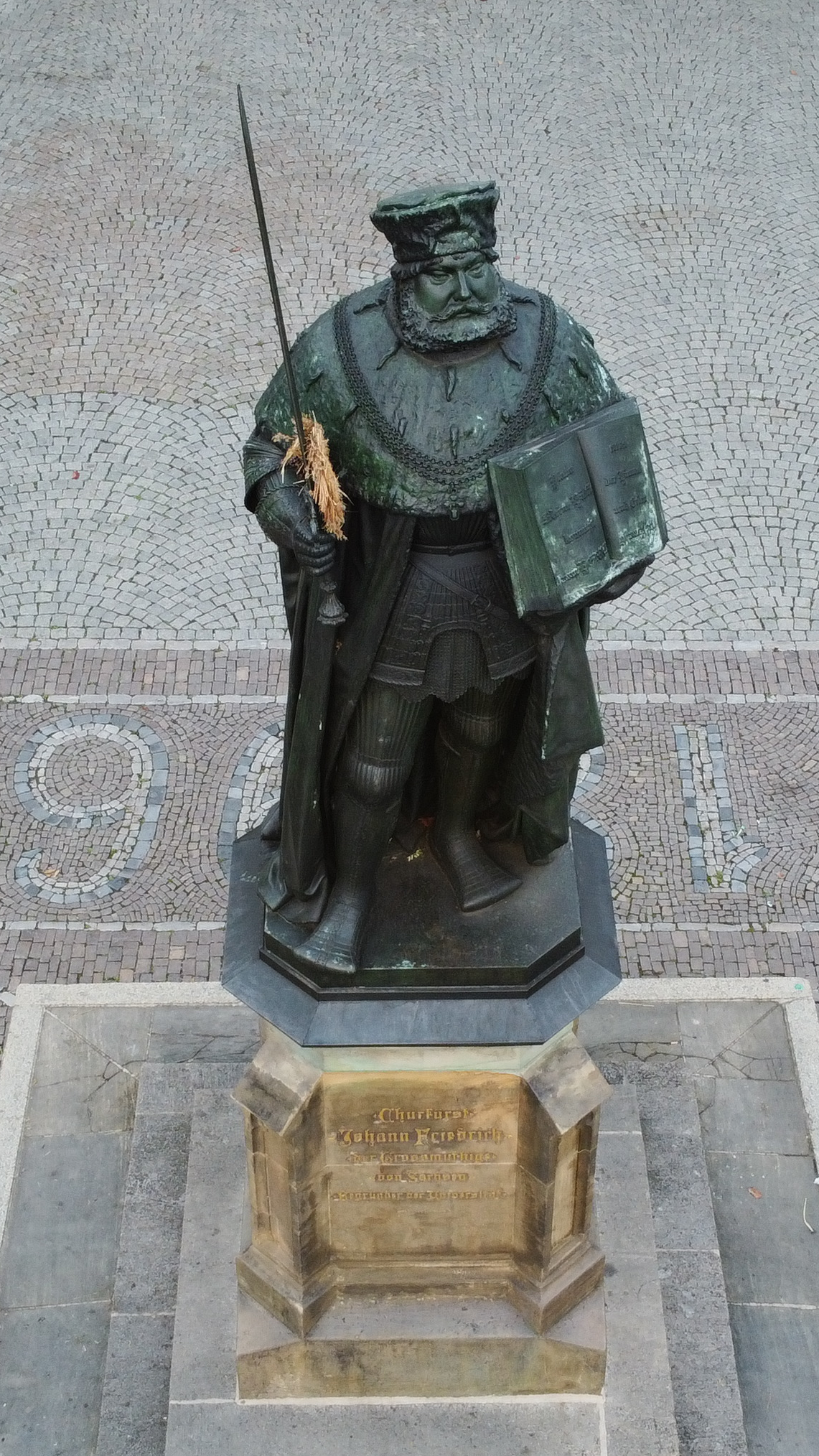
Standbeeld van hertog Hanfried, stichter van de universiteit, op de Marktplatz
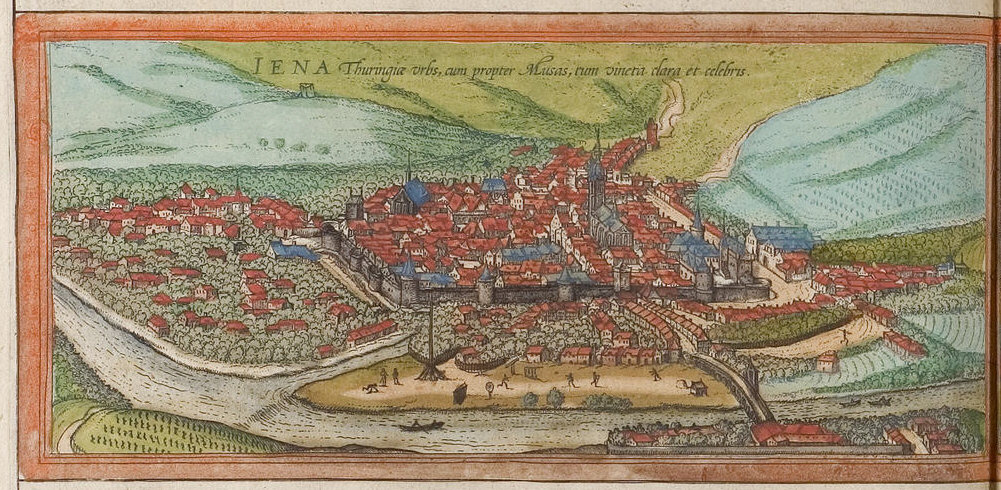
Kaart van Jena (1572), Civitates Orbis Terrarum, Georg Braun
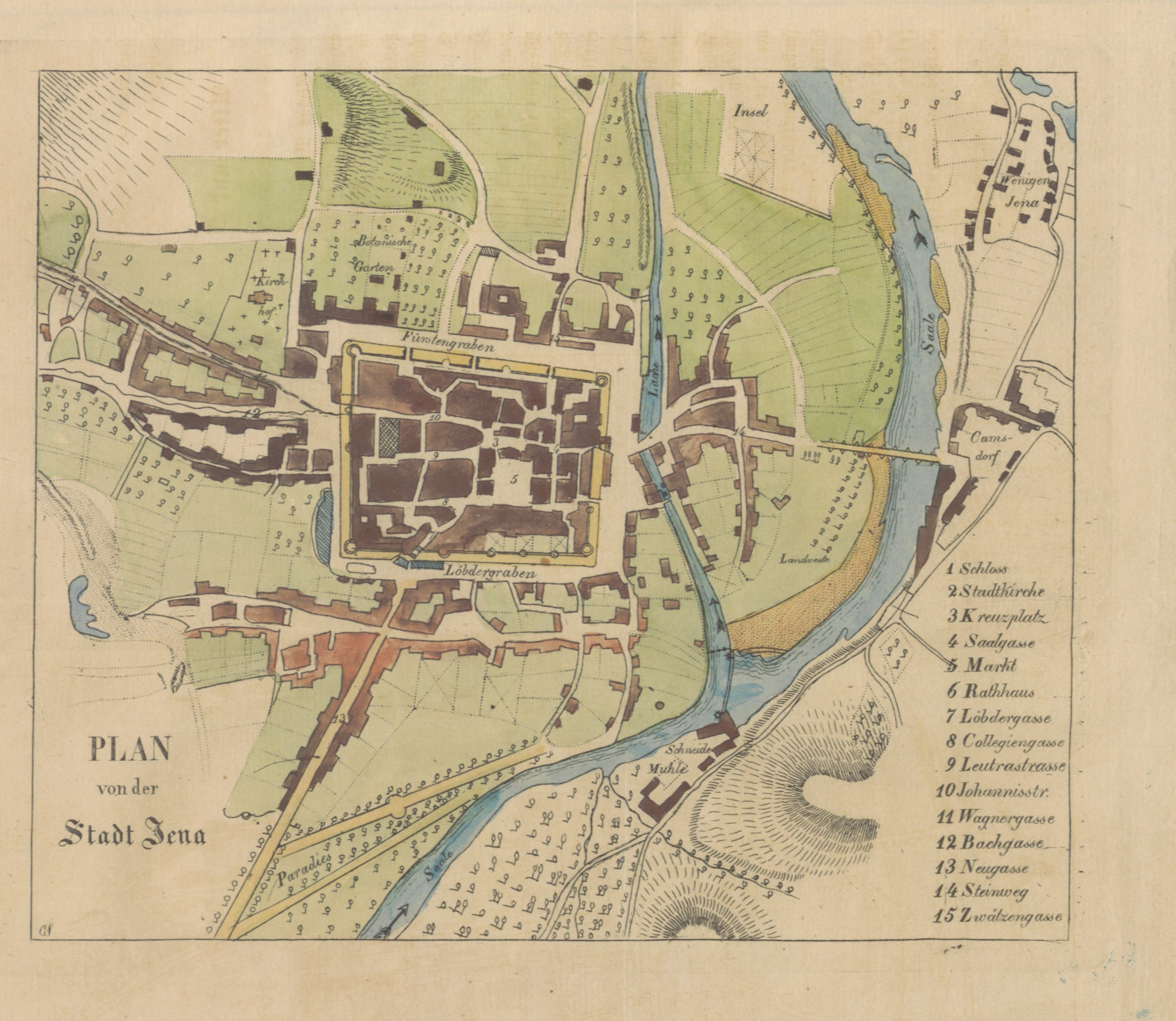
Plattegrond centrum Jena, 1e helft 19e eeuw
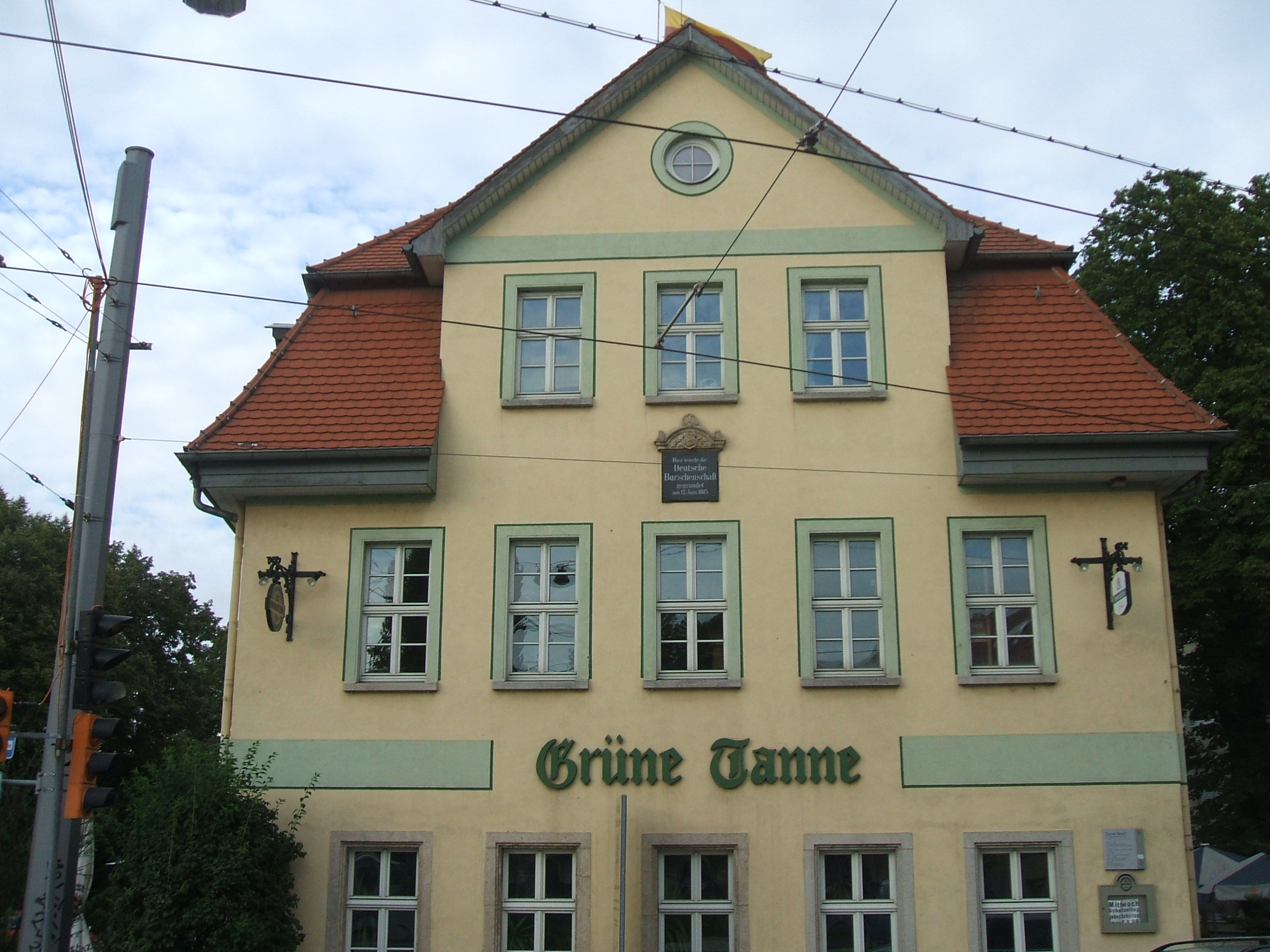
Herberg Zur grünen Tanne, Wenigenjena
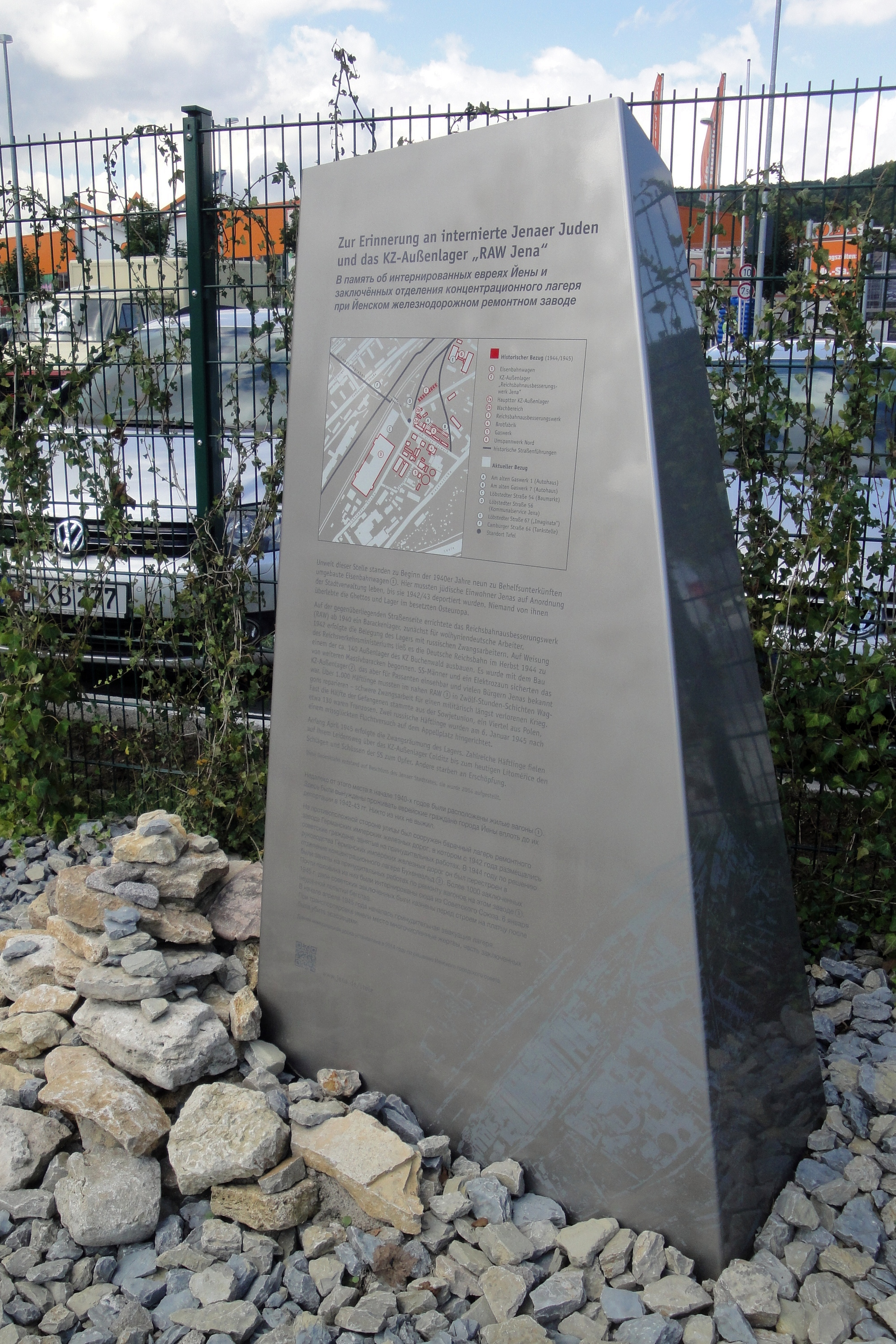
Gedenksteen concentratiekamp RAW

## Bestuurlijke indeling

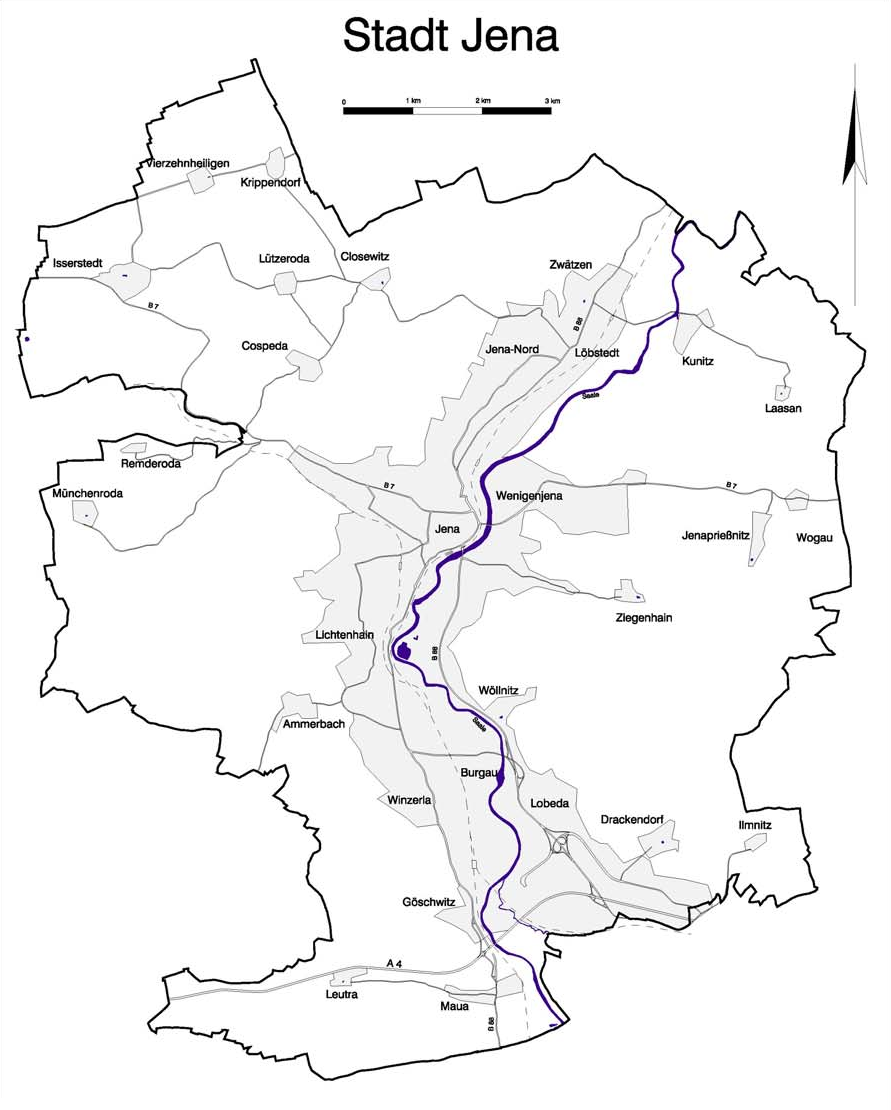
Kaart der stadsdelen van Jena

De stad Jena is onderverdeeld in 30 stadsdelen, die ieder een eigen stadsdeelraad hebben. Zie onderstaande tabel.

### Officiële lijst van de in 2009 als zodanig aangewezen stadsdelen (Ortsteile) van Jena
| Ortsteil                | Oppervlakte (in km²) | Bevolking (31 dec. 2020) | Bevolkingsdichtheid (inw./km²) | Inlijving bij Jena, repl. stichting als Ortsteil |
| ----------------------- | -------------------- | ------------------------ | ------------------------------ | ------------------------------------------------ |
| Ammerbach               | 5,03                 | 483                      | 96                             | 1922                                             |
| Burgau                  | 1,40                 | 600                      | 428                            | 1922                                             |
| Closewitz               | 4,12                 | 137                      | 33                             | 1994                                             |
| Cospeda                 | 3,36                 | 1.351                    | 402                            | 1994                                             |
| Drackendorf             | 3,64                 | 844                      | 232                            | 1994                                             |
| Göschwitz               | 2,27                 | 590                      | 260                            | 1969                                             |
| Ilmnitz                 | 1,7                  | 567                      | 334                            | 1994                                             |
| Isserstedt              | 6,88                 | 834                      | 121                            | 1994                                             |
| Jena-Nord               | 4,34                 | 14.119                   | 3.253                          | 20061                                            |
| Jena-Süd                | 7,80                 | 12.404                   | 1.590                          | 20092                                            |
| Jena-West               | 3,39                 | 8.276                    | 2.441                          | 20092                                            |
| Jena-Zentrum            | 1,21                 | 7.754                    | 6.408                          | 20092                                            |
| Jenaprießnitz/Wogau     | 7,52                 | 1.145                    | 152                            | 1994                                             |
| Kernberge               | 3,14                 | 4.517                    | 1.439                          | 20092                                            |
| Krippendorf             | 3,16                 | 112                      | 35                             | 1994                                             |
| Kunitz/Laasan           | 8,04                 | 906                      | 113                            | 1994                                             |
| Leutra                  | 4,70                 | 148                      | 31                             | 1994                                             |
| Lichtenhain             | 2,12                 | 1.238                    | 584                            | 1913                                             |
| Lobeda-Altstadt         | 3,36                 | 1.988                    | 592                            | 1946                                             |
| Löbstedt                | 0,93                 | 755                      | 812                            | 1922                                             |
| Lützeroda               | 1,44                 | 176                      | 122                            | 1994                                             |
| Maua                    | 3,36                 | 364                      | 108                            | 1994                                             |
| Münchenroda / Remderoda | 5,30                 | 399                      | 75                             | 1994                                             |
| Neulobeda               | 3,64                 | 21.647                   | 5.947                          | 19663                                            |
| Vierzehnheiligen        | 1,98                 | 111                      | 56                             | 1994                                             |
| Wenigenjena             | 5,02                 | 11.559                   | 2.302                          | 1909                                             |
| Winzerla                | 5,19                 | 10.855                   | 2.092                          | 1922                                             |
| Wöllnitz                | 2,67                 | 604                      | 226                            | 1946                                             |
| Ziegenhain              | 2,62                 | 413                      | 158                            | 1913                                             |
| Zwätzen                 | 5,47                 | 3.410                    | 623                            | 1922                                             |

1) Tot stand gekomen bij besluit van de stadsraad d.d. 15 februari 2006

2) Tot stand gekomen bij besluit van de stadsraad d.d. 24 maart 2010

3) begin van de bouw (de bouw van deze hoogbouwwijk, zeven kilometer ten zuiden van de binnenstad, duurde van 1966-1986)

## Ligging en infrastructuur

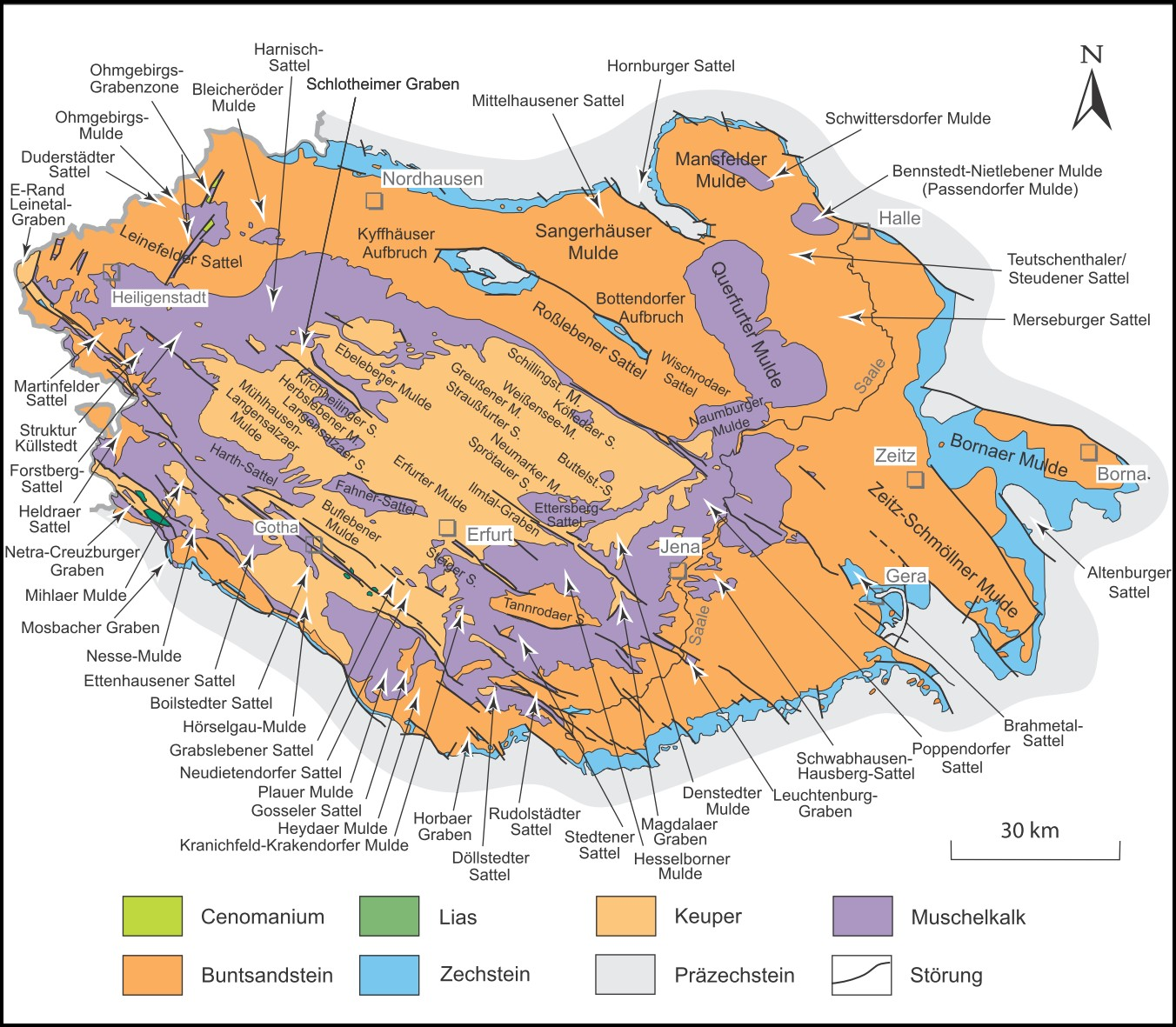
Geologische kaart van Jena en omgeving (Thüringer Bekken)

Jena ligt in Thüringen. De stad ligt op 143 meter boven zeeniveau in het dal van de Saale, dat door het laaggebergte Thüringer Becken wordt omgeven. Rondom de stad liggen talrijke heuvels, waarvan de toppen meest tussen 280 en 390 m boven de zeespiegel liggen. Veel van deze heuvels bestaan grotendeels uit Muschelkalk en Buntsandstein, uit de geologische periode Trias (respectievelijk 235-242 en 242-252 miljoen jaar oud). Ten noorden van Jena dagzomen ook gesteenten uit de periode Keuper (201-235 miljoen jaar oud, Laat-Trias).

### Naburige plaatsen
Belangrijke steden in de nabijheid zijn onder andere:
- in westelijke richting: Weimar en Erfurt, op respectievelijk 19 en 40 km afstand
- in noordoostelijke richting: Naumburg en verderop Halle en Leipzig, op resp. 29, 67 en 72 km afstand
- in oostelijke richting: Gera en verderop Chemnitz, op resp. 35 en 96 km afstand.

De buurgemeentes van Jena zijn (opsomming in de richting van de wijzers van de klok, beginnend in het noorden):
- in de Saale-Holzland-Kreis:
  - Verwaltungsgemeinschaft Dornburg-Camburg met Lehesten (incl. Altengönna), Neuengönna (incl. Porstendorf), Golmsdorf (incl. Beutnitz , Jenalöbnitz en Großlöbichau)
  - Verwaltungsgemeinschaft Südliches Saaletal met Rabis, Fraitsch, Gröben (behorende tot Schlöben, erfüllende Gemeinde is Bad Klosterlausnitz), Laasdorf, Zöllnitz, Rutha, Rothenstein, Milda (incl. Dürrengleina en Zimmritz) en Bucha (incl. Pösen , Oßmaritz, Nennsdorf en Coppanz)
- in de Landkreis Weimarer Land:
  - Verwaltungsgemeinschaft Mellingen met Döbritschen en Großschwabhausen
  - Stad en Landgemeinde Bad Sulza (incl. Großromstedt , Kleinromstedt en Hermstedt)

## Demografie
| Peildatum             | 31.12.2009 | 31.12.2010 | 31.12.2011 | 31.12.2012 | 31.12.2013 | 31.12.2014 | 31.12.2015 | 31.12.2016 | 31.12.2017 | 31.12.2018 |            |
| --------------------- | ---------- | ---------- | ---------- | ---------- | ---------- | ---------- | ---------- | ---------- | ---------- | ---------- | ---------- |
| Inwoners              | 104.449    | 105.129    | 106.428    | 106.915    | 107.679    | 108.207    | 109.527    | 110.321    | 111.099    | 111.407    |            |
| Buitenlanders         | 6.554      | 6.705      | 4.508      | 4998       | 5.642      | 6.323      | 7.866      | 9.002      | 9.927      | 10.735     |            |
| Aandeel buitenlanders | 6,3%       | 6,4%       | 4,2%       | 4,7%       | 5,2%       | 5,8%       | 7,2%       | 8,2%       | 8,9%       | 9,6%       |            |
| Peildatum             | 31.12.1998 | 31.12.1999 | 31.12.2000 | 31.12.2001 | 31.12.2002 | 31.12.2003 | 31.12.2004 | 31.12.2005 | 31.12.2006 | 31.12.2007 | 31.12.2008 |
| Inwoners              | 99.095     | 99.779     | 99.893     | 101.157    | 100.542    | 102.634    | 102.442    | 102.532    | 102.494    | 102.752    | 103.392    |
| Buitenlanders         | 4.073      | 4.732      | 4.942      | 5.651      | 5.499      | 5.463      | 5.296      | 5.521      | 5.667      | 6.058      | 6.202      |
| Aandeel buitenlanders | 4,1%       | 4,7%       | 4,9%       | 5,6%       | 5,5%       | 5,3%       | 5,2%       | 5,4%       | 5,5%       | 5,9%       | 6,0%       |

## Politiek
Uitslag van de recentste stadsraadsverkiezingen d.d. 26 mei 2019:
- Die Linke, 9 zetels
- SPD, 6 zetels
- Bündnis 90/ Die Grünen, 9 zetels
- Partei Die Guten, 1 zetel
- FDP, 6 zetels
- FWJ (lokale lijst), 1 zetel
- BfJ (lokale lijst), 3 zetels
- CDU, 6 zetels
- AfD, 5 zetels.

Totaal: 46 zetels.
| Verkiezing | LINKE | Piraten | SPD | GRÜNE | Gute | FWT | BfJ | CDU | FDP | REP | Geen | Totaal    |
| ---------- | ----- | ------- | --- | ----- | ---- | --- | --- | --- | --- | --- | ---- | --------- |
| 2014       | 11    | 2       | 10  | 5     | 1    | -   | 5   | 10  | 2   | -   | -    | 46 zetels |
| 2009       | 9     | -       | 11  | 5     | 1    | 1   | 5   | 9   | 5   | -   | -    | 46 zetels |
| 2004       | 11    | -       | 9   | 6     | –    | -   | 6   | 10  | 4   | -   | 1    | 46 zetels |
| 1999       | 9     | -       | 10  | 3     | –    | -   | 4   | 10  | 6   | -   | -    | 46 zetels |
| 1994       | 9     | -       | 12  | 5     | –    | -   | -   | 12  | 12  | -   | -    | 34 zetels |
| 1990       | 13    | -       | 23  | 10    | –    | -   | -   | 35  | 7   | -   | -    | 88 zetels |

## Cultuur

### Bezienswaardigheden

#### Musea
- In het zogenaamde Romantikerhaus, waar van 1795 tot 1799 de filosoof Johann Gottlieb Fichte woonde, is een literatuurmuseum gevestigd. Het is gewijd aan de mensen, die in de periode van 1785 tot 1803 de stad tot een voor geheel Europa invloedrijk cultureel en intellectueel centrum maakten.
- De Botanische Tuin werd na de Wende in de periode 1992-2005 geheel vernieuwd, maar enkele hoekjes, die al in de tijd van Goethe en Schiller bestonden, zijn er nog terug te vinden.
- Het Zeiss-Planetarium staat ten noorden van het oude stadscentrum en van de Botanische Tuin. Het is geopend in 1926 en in 1984 en na 1990 nog enkele malen gemoderniseerd.
- Het Phyletisch Museum, gesticht in 1908 door de bekende geleerde Ernst Haeckel, is gevestigd in een speciaal daartoe opgericht gebouw in de mede door werk en afbeeldingen van Haeckels hand beïnvloede Jugendstil-architectuur. Het behandelt op ook voor leken begrijpelijke manier de fylogenie, de ontwikkeling van de stamboom van alle phyla, de levende wezens. Zie ook: Evolutie. De zeer decoratieve plafondschilderingen in het gebouw stellen uitgestorven en nog bestaande medusen, neteldieren, voor.
- Het Ernst-Häckel-Haus, ook wel Villa Medusa genaamd, staat aan de rand van het centrum van Jena. Het is het huis, waar Häckel is overleden. Het in dezelfde stijl als het Phyletische Museum gebouwde en ingerichte huis herbergt een, van de Universiteit van Jena uitgaande, permanente tentoonstelling over leven en werk van deze geleerde. Anno 2023 beperkt geopend (incidentele rondleidingen) wegens restauratie van het gebouw; wanneer deze voltooid is, is niet bekend.
- Het Deutsche Optische Museum is een natuurkundig-technisch museum, gewijd aan de door o.a. de firma Carl Zeiss in het leven geroepen optische industrie (o.a. productie van microscopen). In 1922 stichtte de Carl-Zeiss-Stiftung dit Optische Museum; het werd gevestigd in een voormalig optiekvakschoolgebouw aan de Carl-Zeiß-Straße. Het werd in juli 2019 gesloten. Daarna begon een ingrijpende renovatie en modernisering, waaronder gedeeltelijke sloop en herbouw van het museumgebouw. Medio 2023 was een heropening van het museum gepland voor het tweede halfjaar van 2026.
- In een rond 1907 gebouwd huis in imitatie-middeleeuwse stijl, genaamd de Göhre, aan de Marktplatz, is het historische museum van de stad gevestigd. Het huis ontleent zijn naam aan de zakenman, die het heeft laten bouwen.

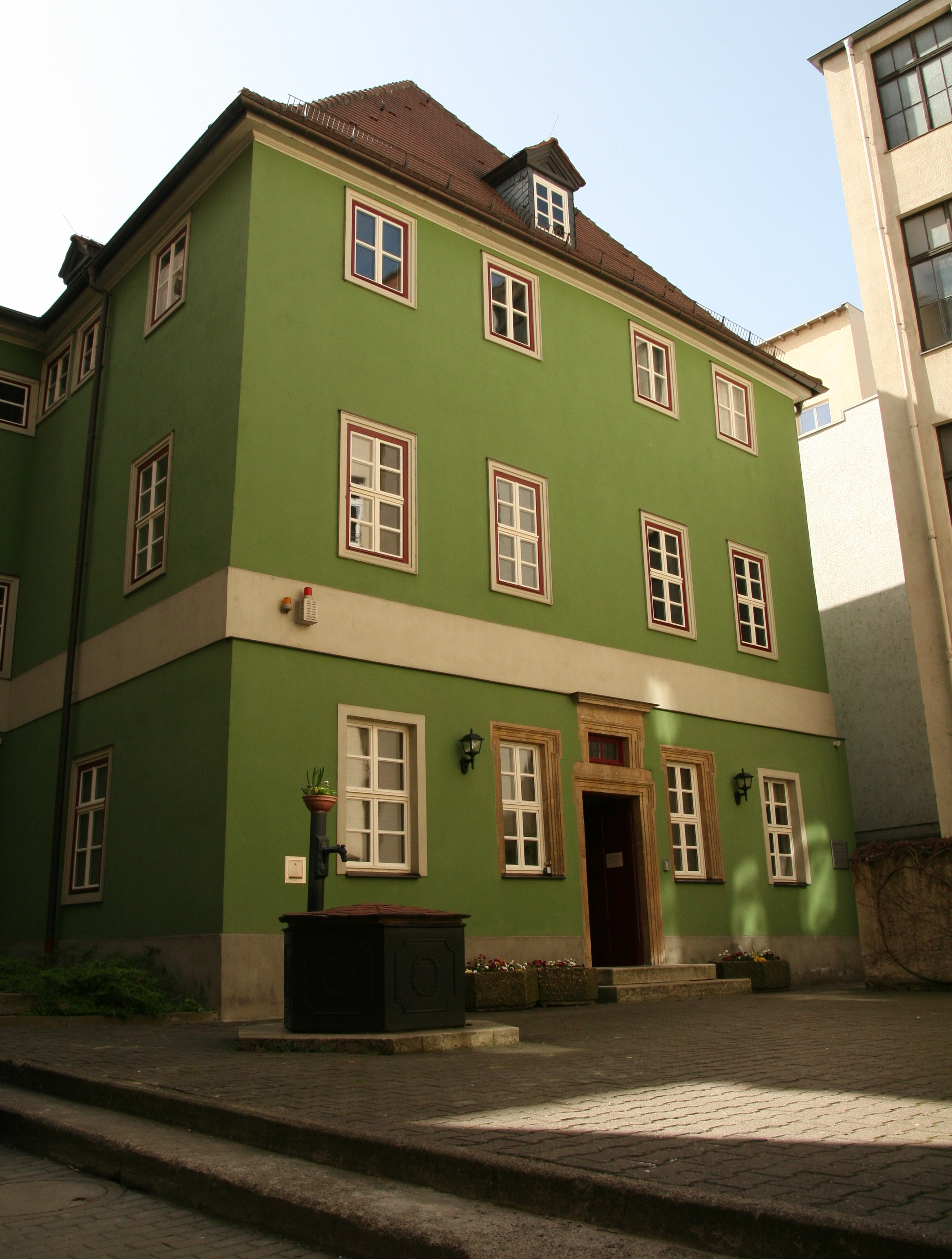
Romantikerhaus
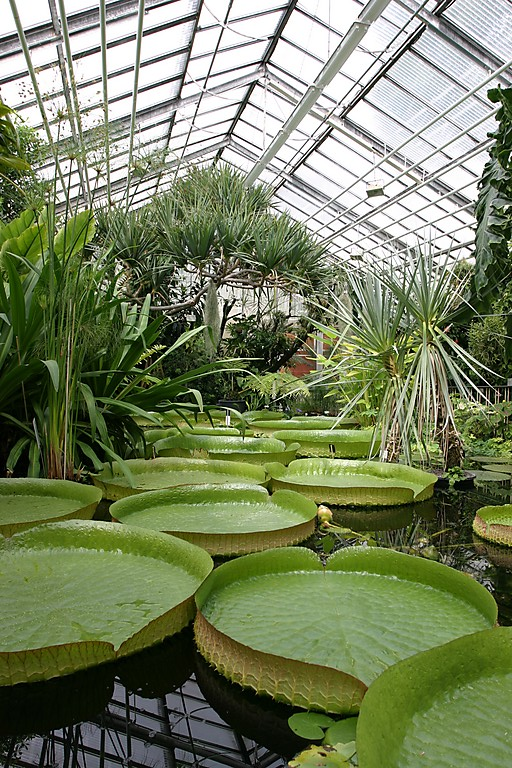
Broeikas in de Botanische Tuin van Jena
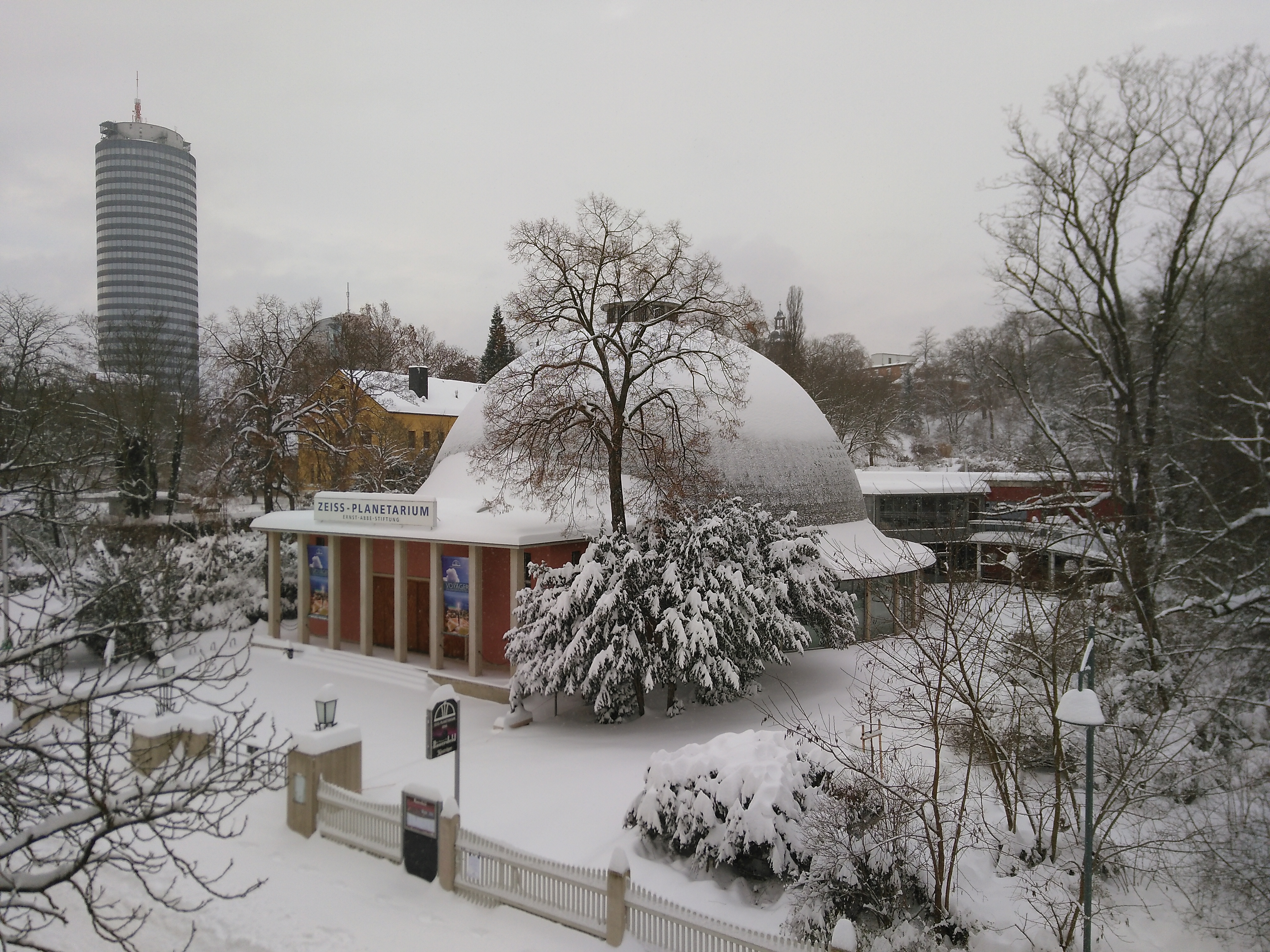
Het Zeiss-Planetarium
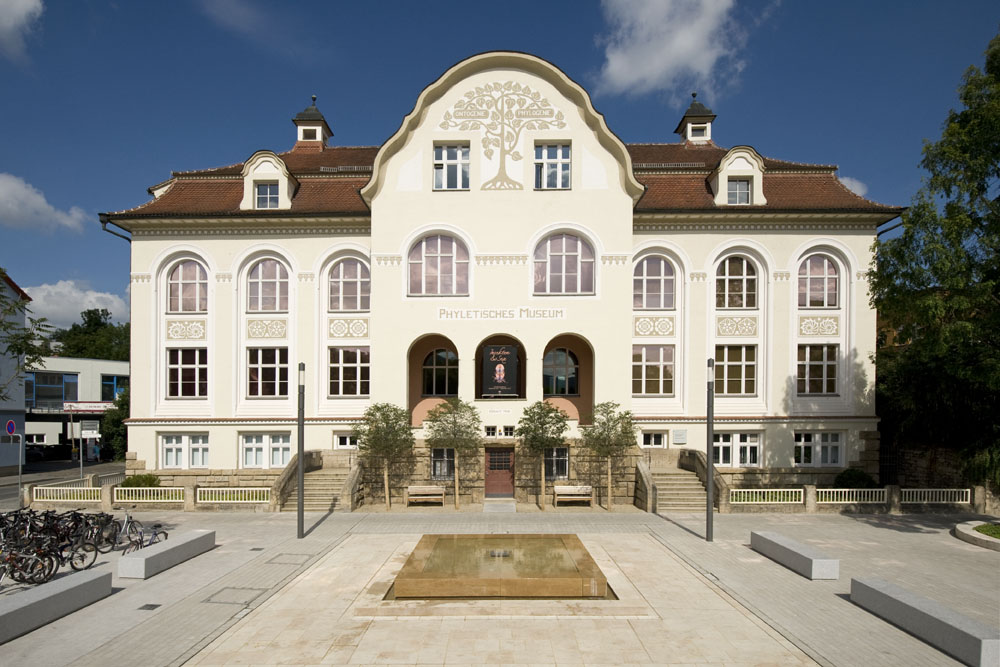
Phyletisches Museum
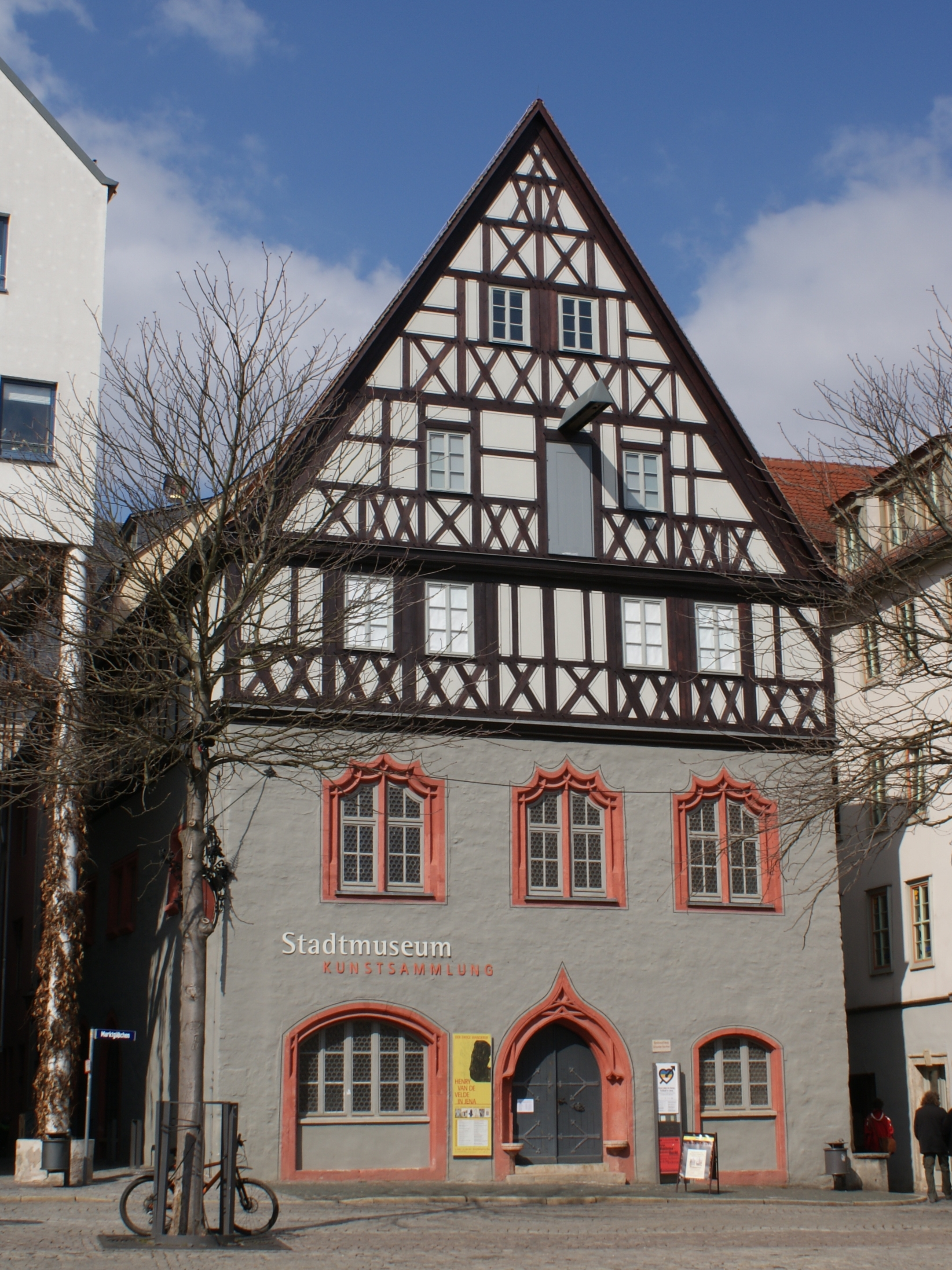
Museumgebouw de Göhre

#### Theater, muziek e.d.
- De belangrijkste schouwburg van de stad, het Theaterhaus Jena is sinds 1991 gevestigd in het gerestaureerde restant van een gedeeltelijk gesloopt ouder theater. Sedert 2017 is de Nederlander Maarten van Otterdijk er werkzaam als artistiek vormgever. Met het acteurscollectief Wunderbaum en het Theater Rotterdam bestaat een intensieve samenwerking.
- KulturArena is de naam van het Jenaer, in de zomer plaatsvindende, openluchtfestival. Het doel is, talentvolle artiesten in staat te stellen, op een groot podium op te laten treden en zo hun bekendheid te vergroten.
- Het voormalige tuinhuis van Friedrich Schiller, Schillers Gartenhaus, bestaat nog. Het wordt door de universiteit van Jena gebruikt als locatie voor o.a. academische disputen op het gebied der literatuurgeschiedenis en filosofie. Incidenteel vinden er -beperkt voor niet-studenten toegankelijke- culturele evenementen plaats.

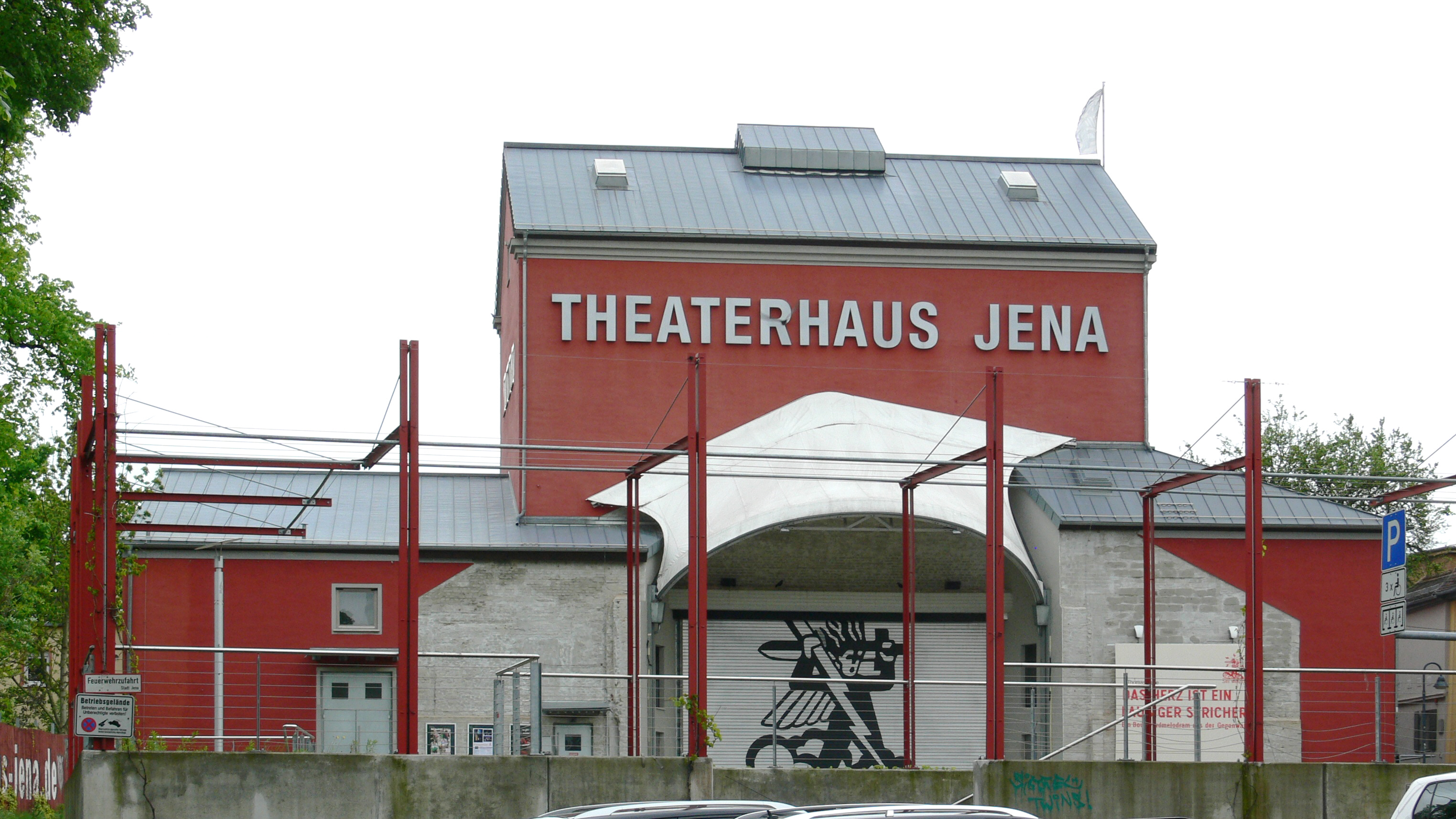
Theaterhaus Jena
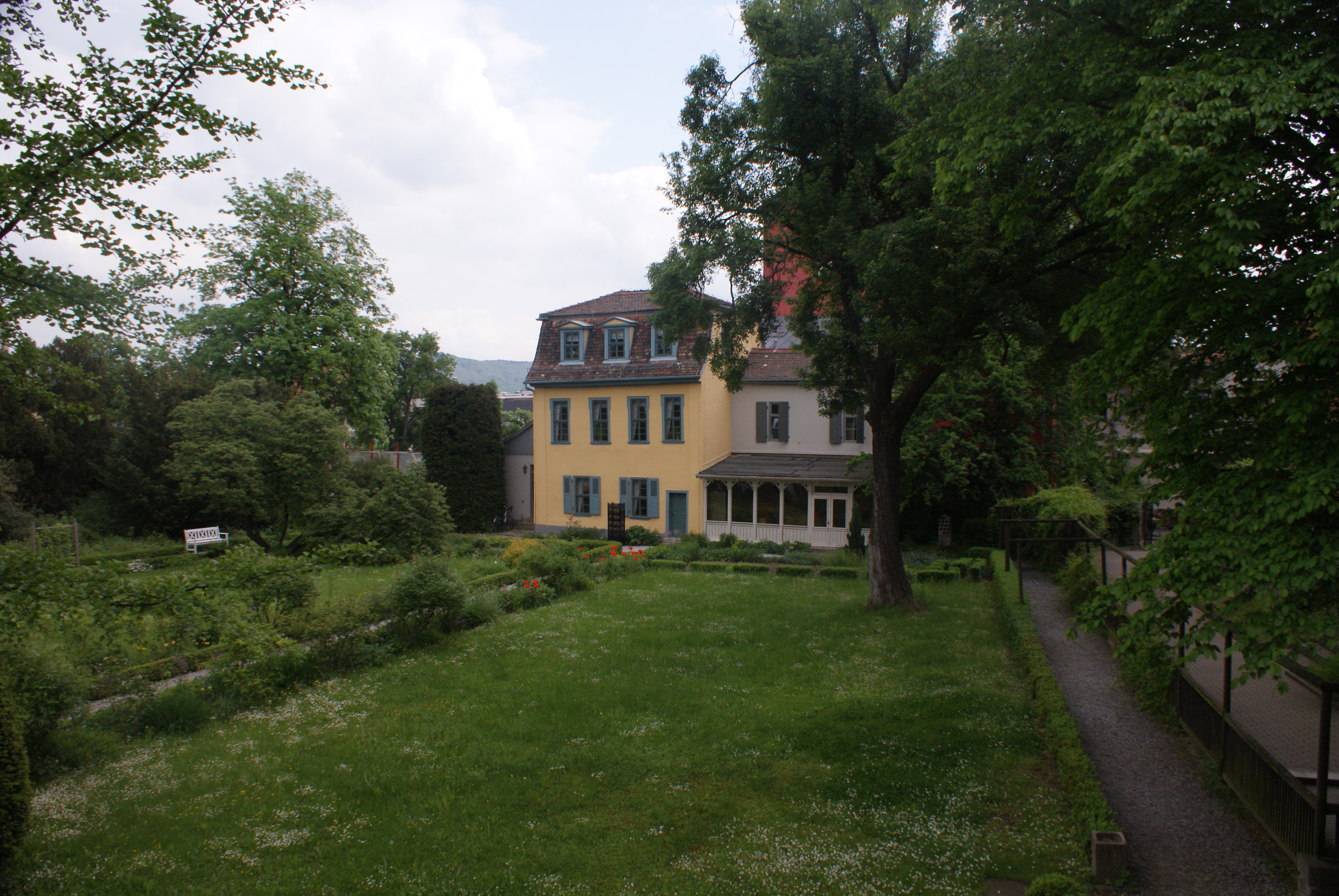
Schillers Gartenhaus

#### Markante gebouwen
- Het belangrijkste kerkgebouw in het centrum van Jena is de evangelisch-lutherse Sint-Michaëlskerk. De bouw van het huidige godshuis, een drieschepige, gotische hallenkerk, waarvan het middenschip 40 meter lang is, valt tussen 1380 en 1557. Op 19 maart 1945 liep de kerk zware schade op door een geallieerd luchtbombardement. De kerk is sedert 1997 in restauratie. Een grafmonument voor Maarten Luther, oorspronkelijk bedoeld om in 1546 in de kerk te Wittenberg op Luthers graf te worden geplaatst, geraakte na veel politieke verwikkelingen in 1571 in bezit van de Universiteit van Jena. Omdat te Wittenberg intussen een ander grafmonument voor Luther was aangebracht, bleef dit epitaaf te Jena achter.

Stadtkirche St. Michael
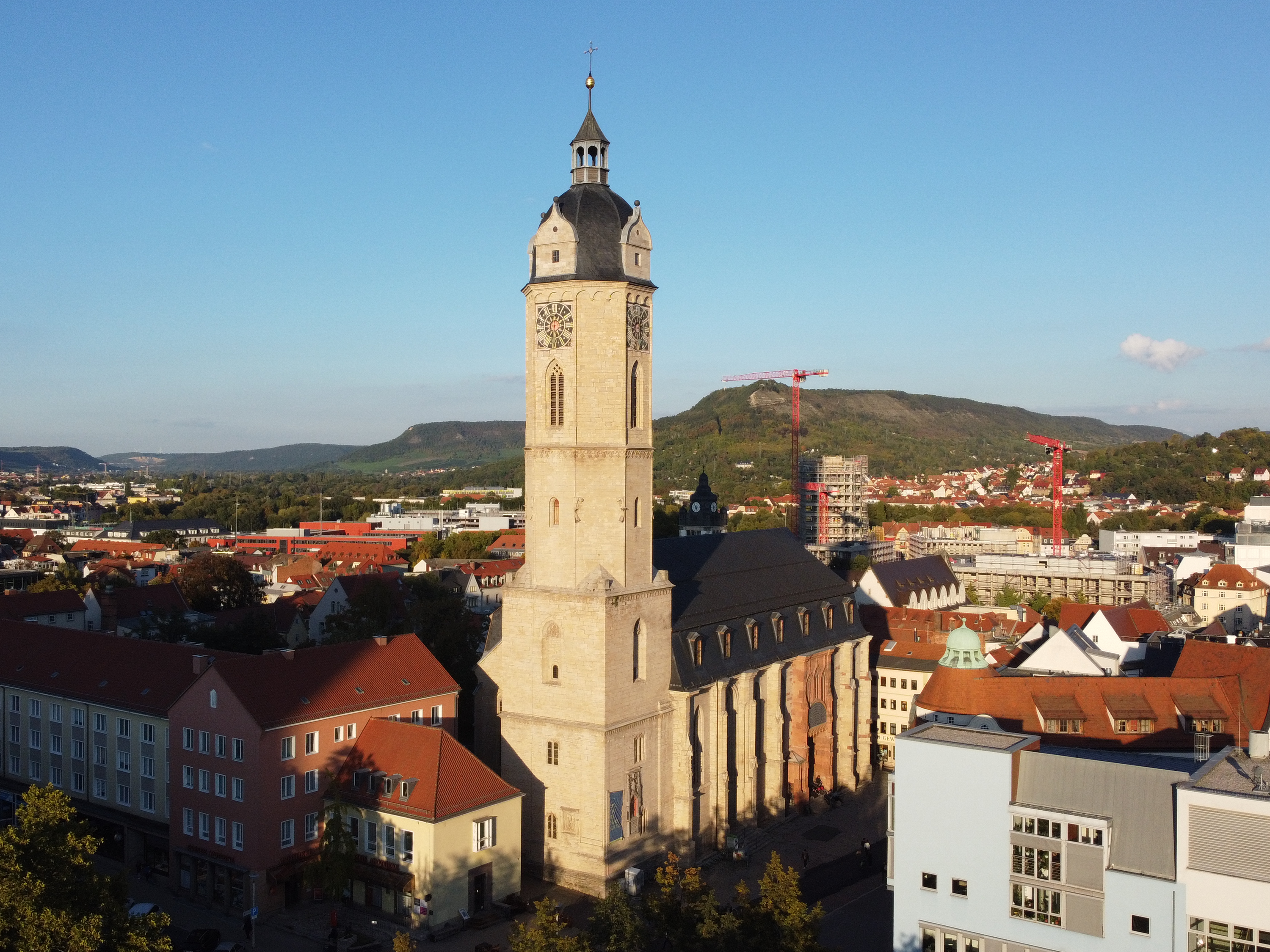
St.-Michaëlskerk
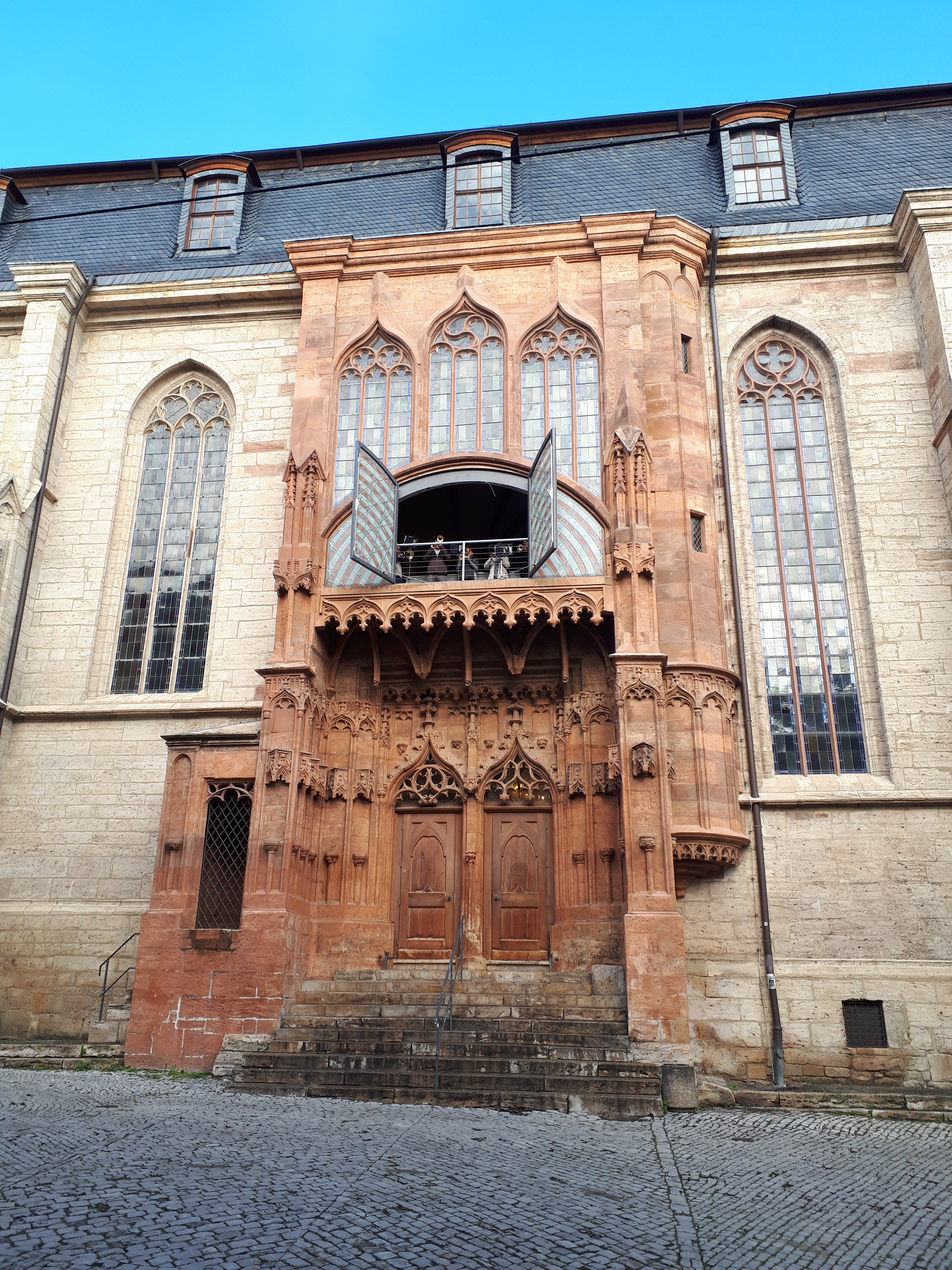
Bruidsportaal met balkon voor bazuinblazers
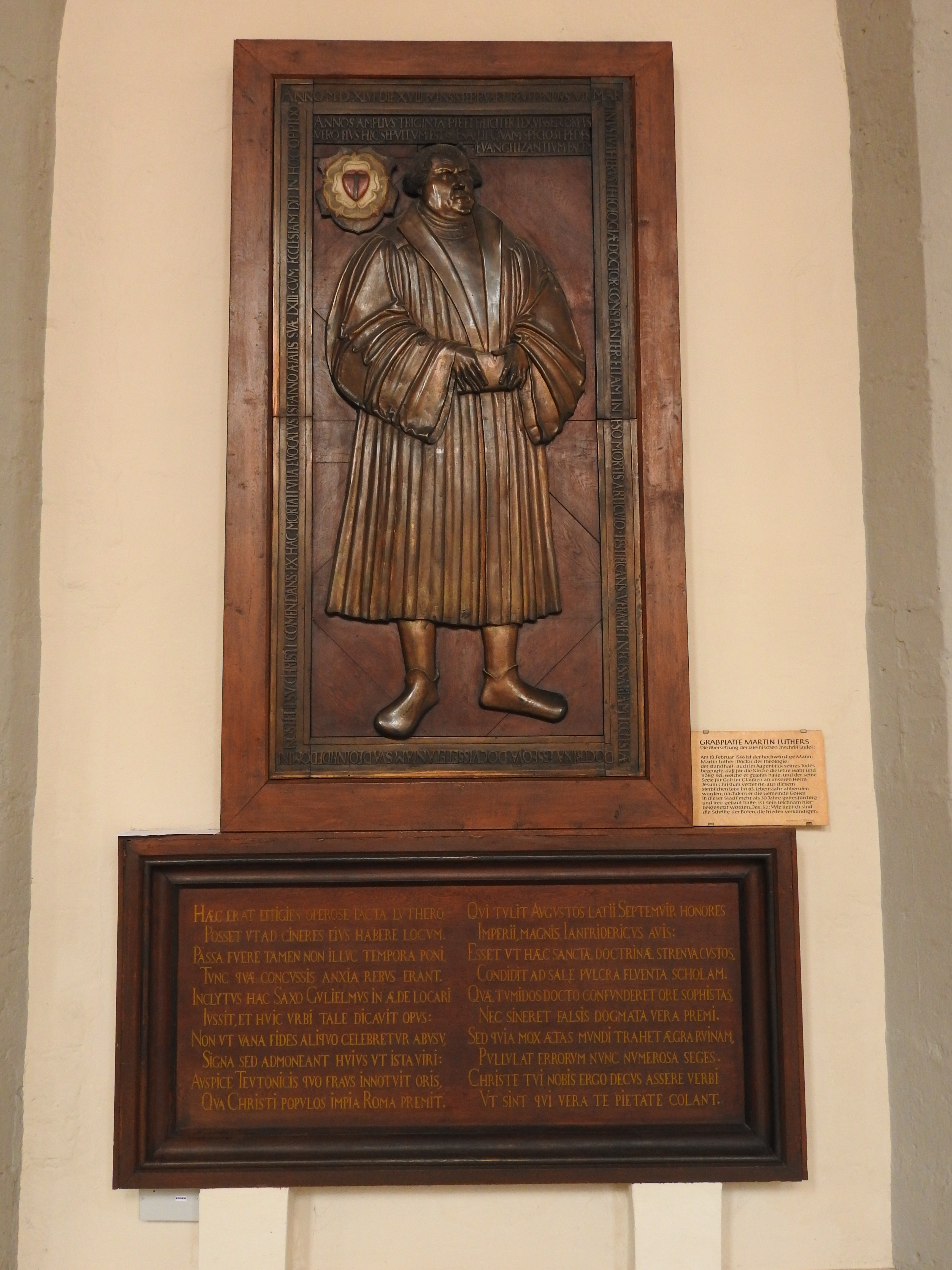
Grafmonument voor Maarten Luther
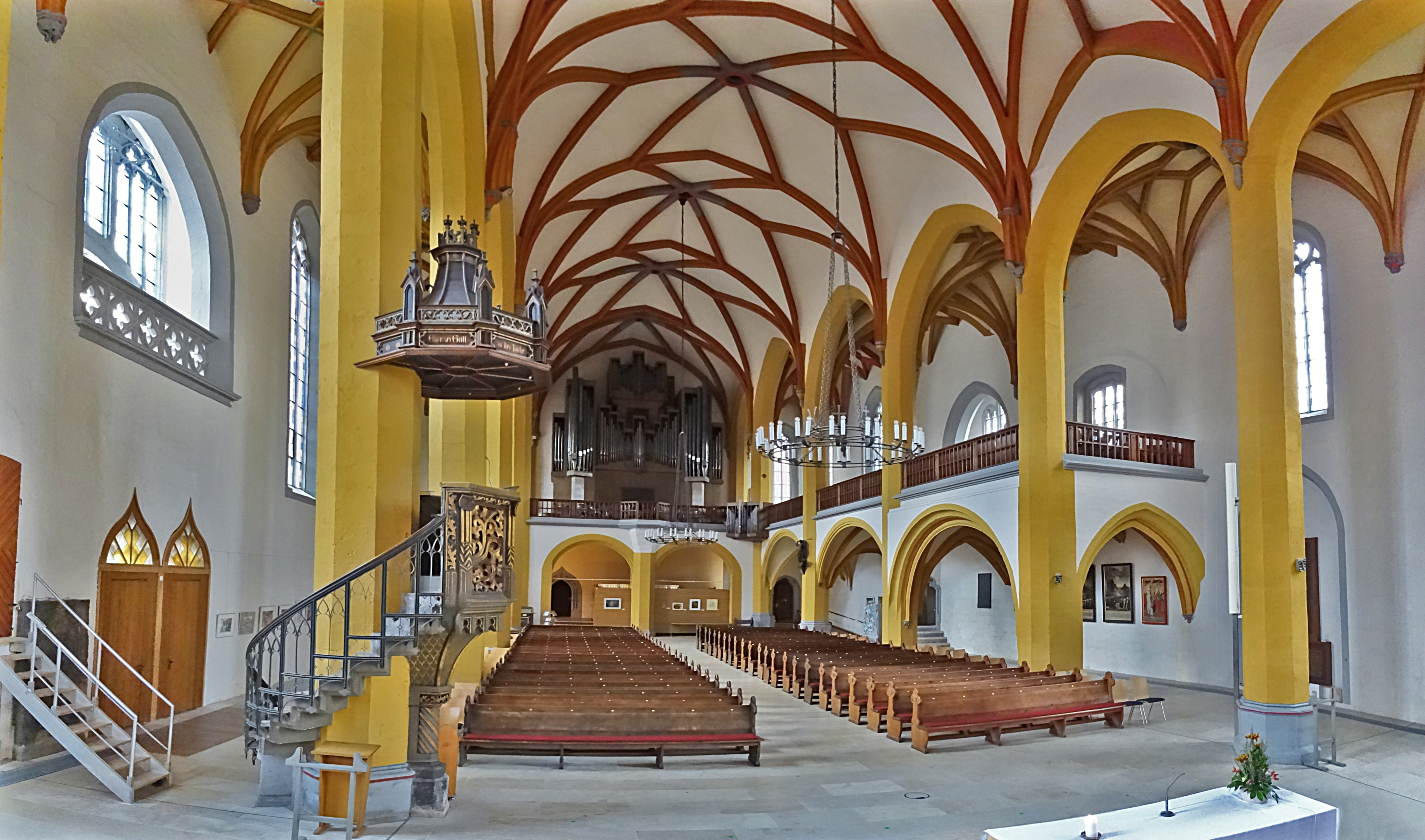
Interieur

- Ook de rooms-katholieke Johannes-de-Doperkerk of Vredeskerk is architectonisch interessant. Het gebouw dateert grotendeels uit de 9e eeuw. In de Napoleontische tijd was dit een rouwkapel, die door Napoleon persoonlijk aan de katholieke minderheid in het verder protestantse Jena ter beschikking werd gesteld. De kerk staat nog steeds midden op een begraafplaats, ten noordwesten van de oude binnenstad. In 1903 werd de kerk vergroot, en in de 20e eeuw nog diverse malen gerenoveerd.
- Ondanks de vele oorlogsverwoestingen en "saneringen" in de DDR-periode zijn nog enige restanten van Jena van vóór 1800 bewaard gebleven, dan wel gereconstrueerd. Daartoe behoort een klein deel van de oude stadsommuring. De Rode Toren in de stadsommuring werd in 1870 vervangen door het nog bestaande pand (sedert 2021 kantoorgebouw). Bij de renovatie ervan in augustus 1995 stortte het gebouw in, wat vier bouwvakkers het leven kostte. Daarna werd het in 2001 weer herbouwd.
- Tussen de stadsdelen Lobeda-Altstadt en Drackendorf staat op een heuvel de in 2019 voor het laatst gerestaureerde, vermoedelijk 12e-eeuwse, kasteelruïne van de Burg Lobdeburg. Een bergfried van dit middeleeuwse kasteelcomplex (er stonden oorspronkelijk drie kastelen op deze locatie) is gereconstrueerd en kan beklommen worden (fraai uitzicht).
- Vanwege zijn hoogte (144,5 meter) is het kantoorgebouw JenTower een markant object in de stad. Het werd gebouwd in 1970 - 1972 onder architectuur van Hermann Henselmann (1905-1995) en in 2001 gerenoveerd.

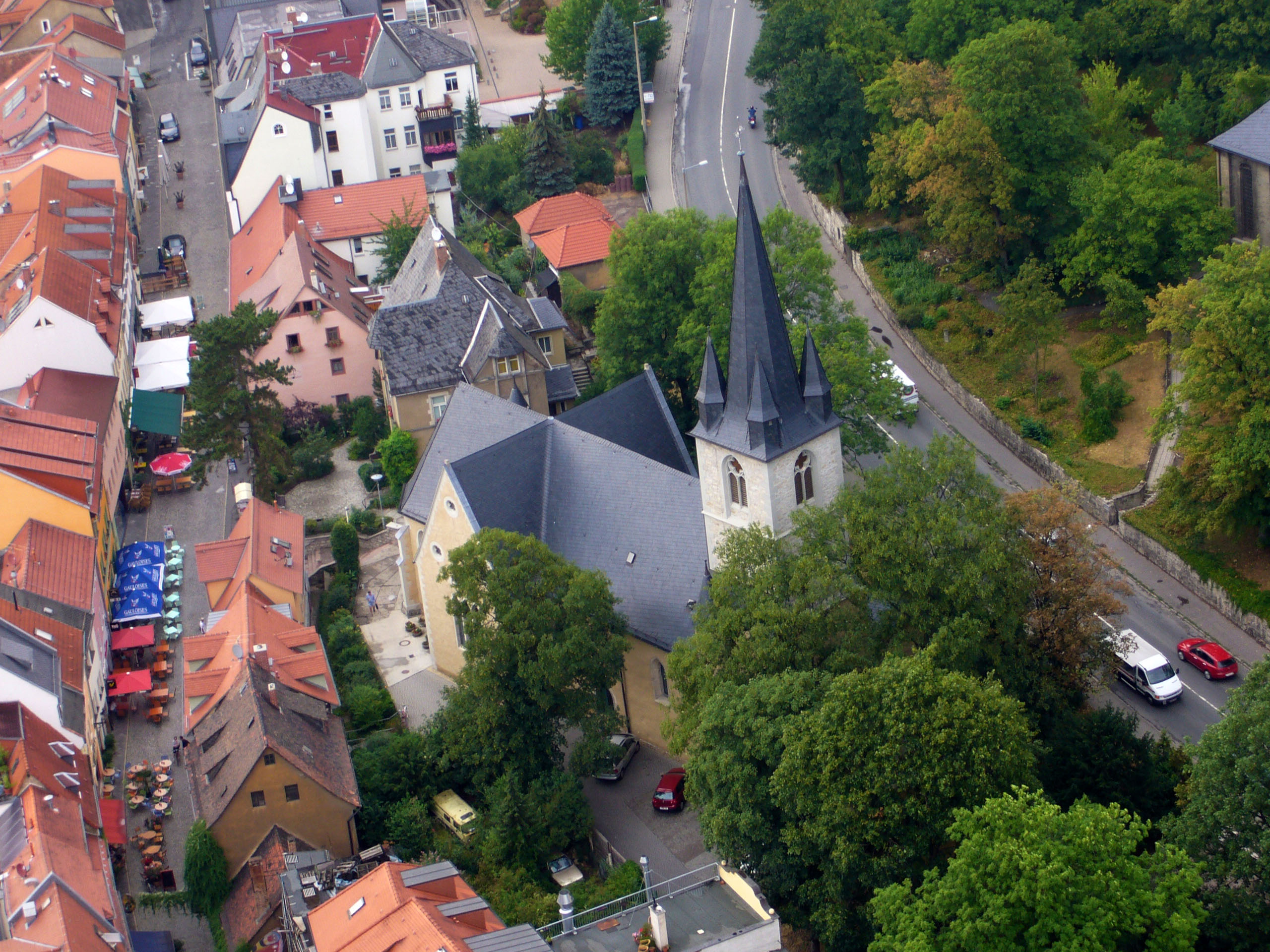
R.K. Johannes-de-Doperkerk
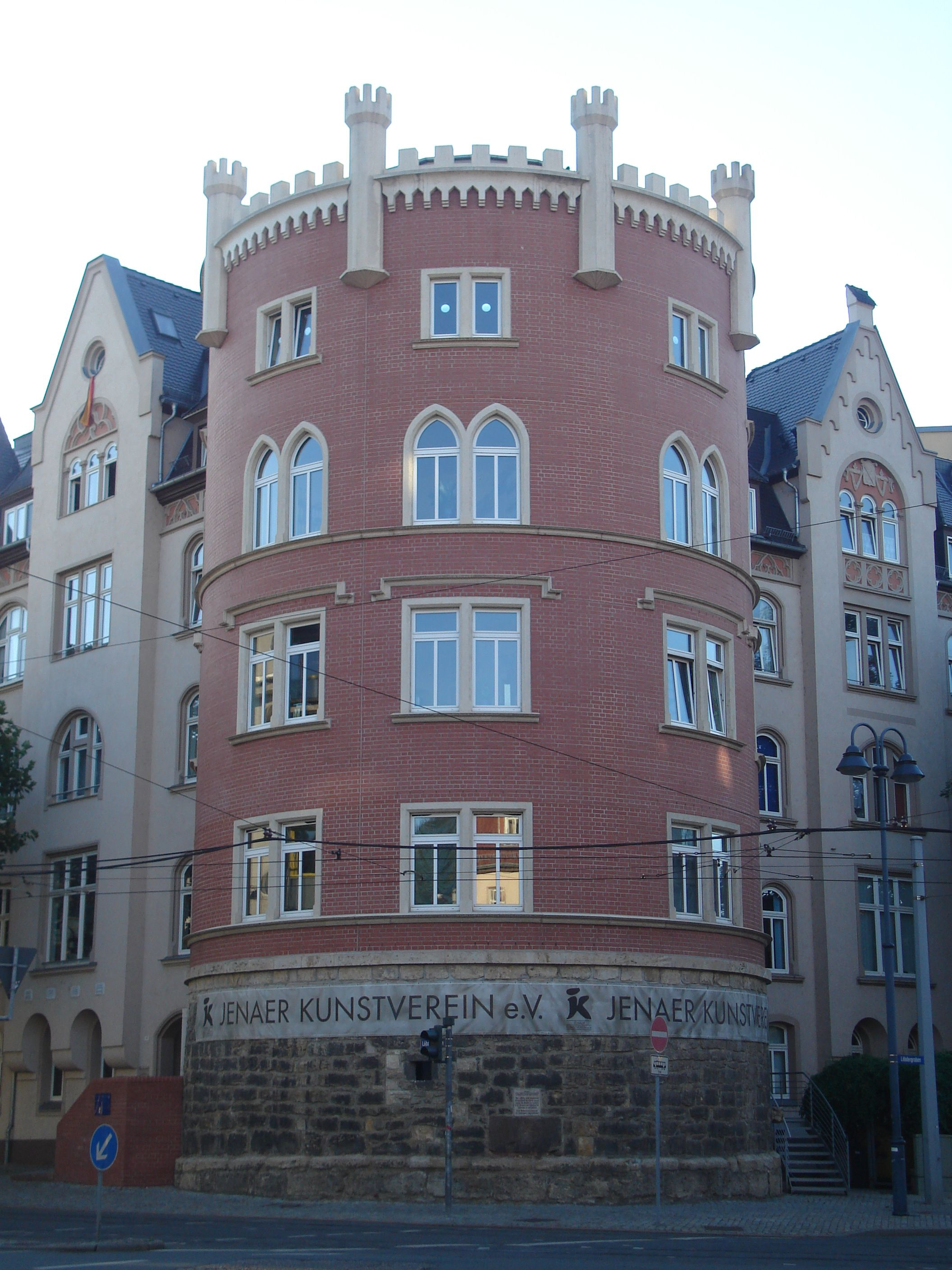
Roter Turm (Rode Toren)
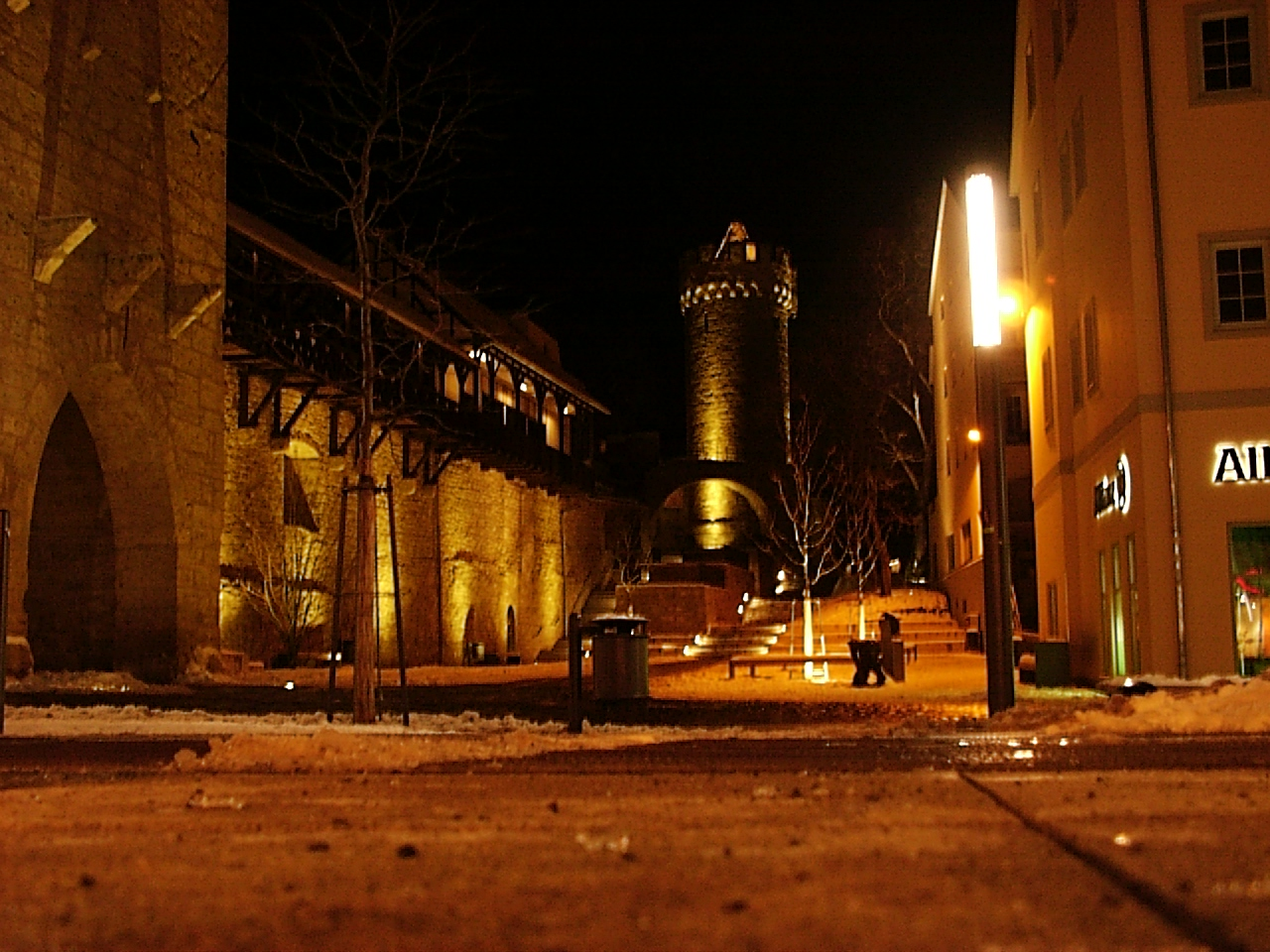
De stadsmuur van Jena bij nacht
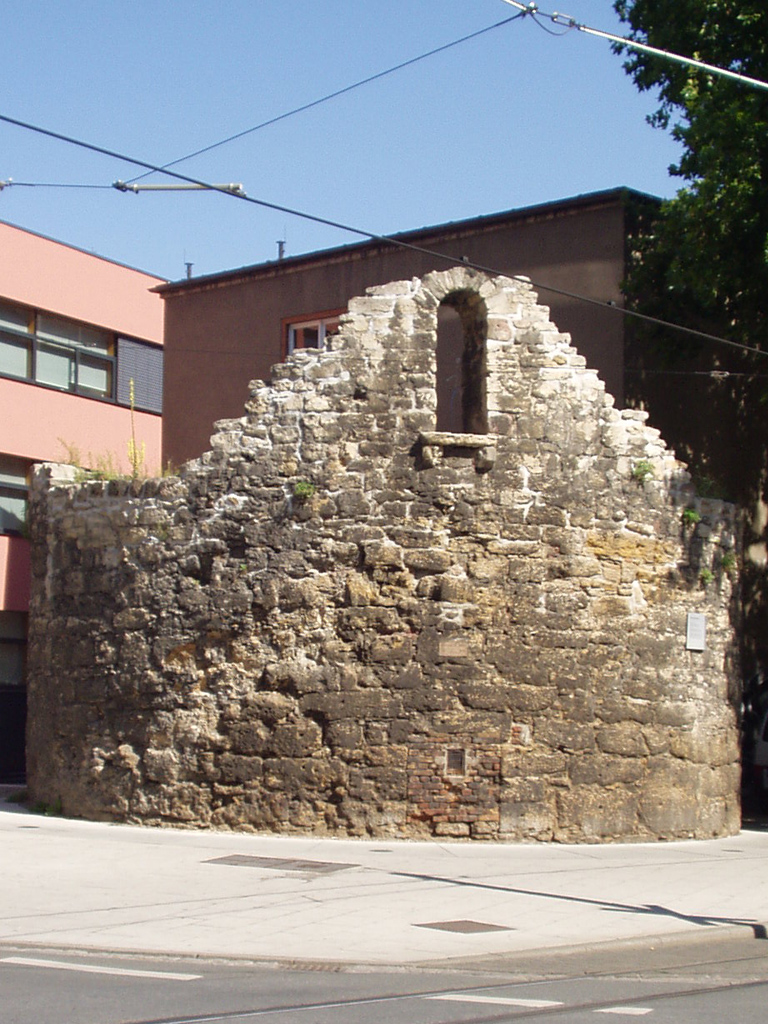
Restant van de Anatomieturm
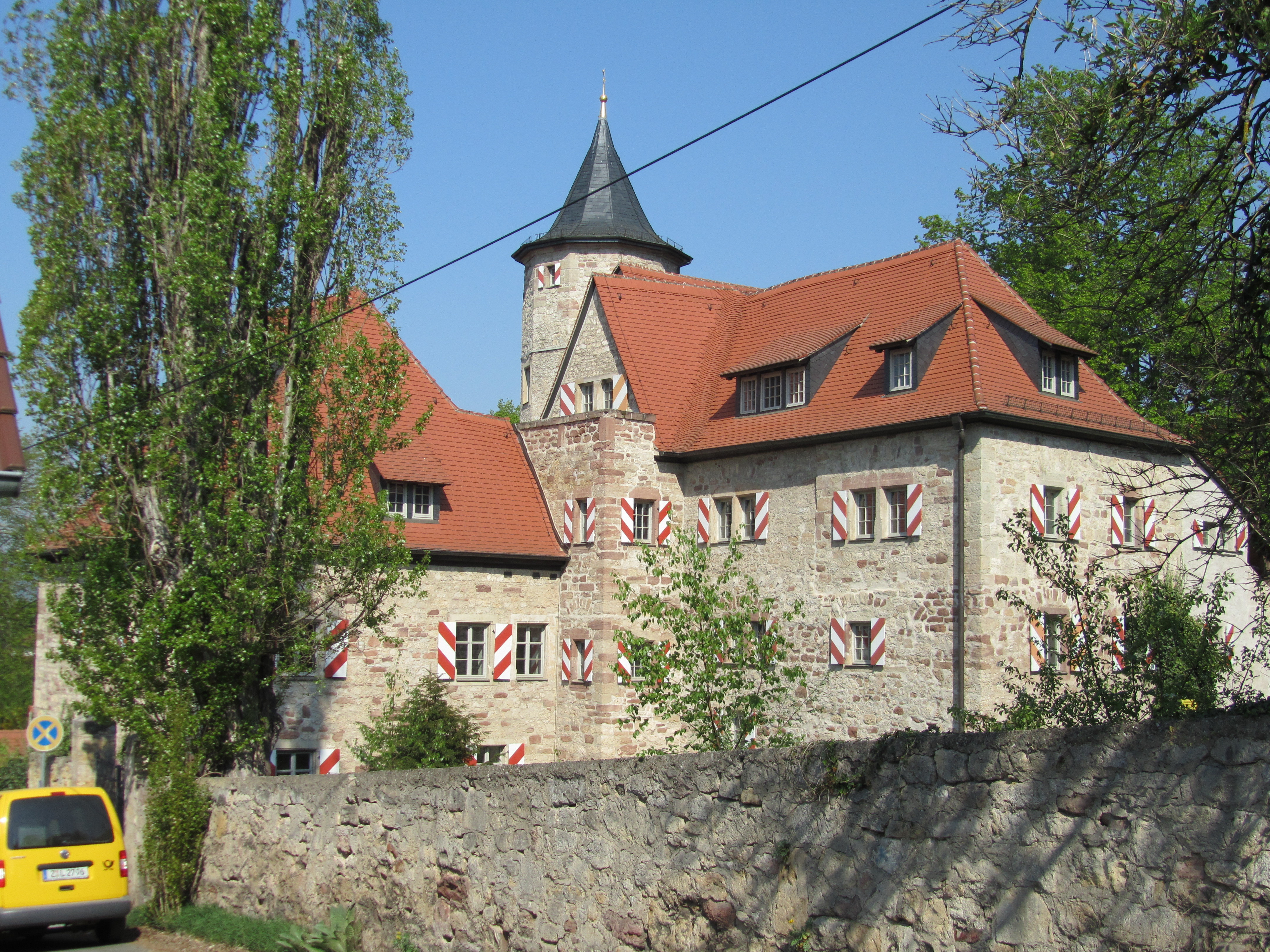
Kasteel te Lobeda-Altstadt (wooncomplex)
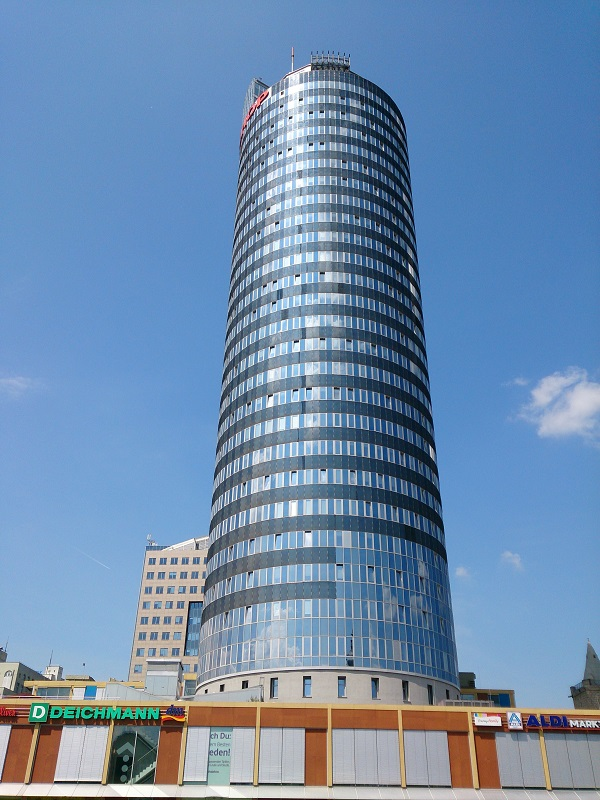
De JenTower

#### Recreatie
- Het stadspark Paradies, waar eind 18e eeuw Goethe en Schiller al wandelingen maakten, aan de zuidrand van de oude stad, bestaat nog steeds. Het vormt sedert de DDR-tijd het noordelijkste gedeelte van het Volkspark Oberaue, genoemd naar het oevergebied (Aue) van de Saale, bovenstrooms van de stad Jena. Dit gebied bestaat grotendeels uit sportaccommodaties, maar er zijn ook veel wandel- en fietspaden.
- Rondom Jena zijn, mede door de activiteiten van studenten, veel wandelroutes, o.a. enige van informatiepanelen voorziene geologische leerpaden, ontstaan. Op één daarvan, in de Kernberge ten oosten van de stad, is een steil aflopende erosiegeul, die met kleine stenen bedekt is, bekend geworden als Studentenrutsche (studentenglijbaan). Wellicht werden hier in het verleden aspirant-leden van studentenverenigingen aan moedproeven onderworpen.
- In Jena kruisen twee langeafstands-fietsroutes elkaar: de Saale-Radweg en de Radfernweg Thüringer Städtekette. Andere toeristische fietsroutes voor meerdaagse tochten zijn de Thüringer Mühlenradweg en de Kirchenradweg Jena – Thalbürgel.
- Zoals in een studentenstad van deze omvang mag worden verwacht, kent Jena een groot aantal evenementen op met name muziek- en sportgebied, doorgaans echter niet van internationale betekenis.

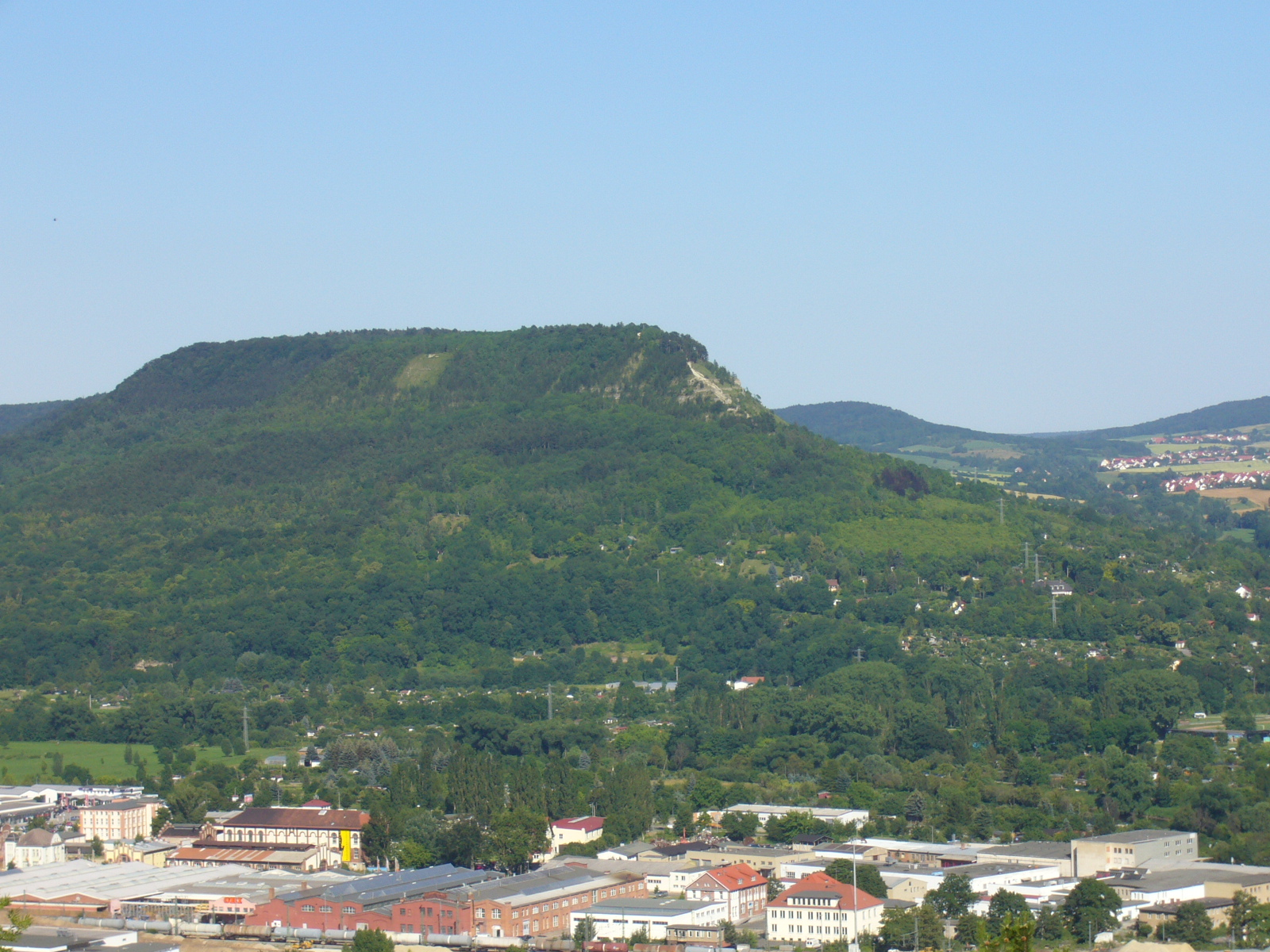
De bekende heuvel Jenzig ten noordoosten van Jena
Heuvelrug Kernberge (tot 391,5 m hoog) ten oosten van Jena
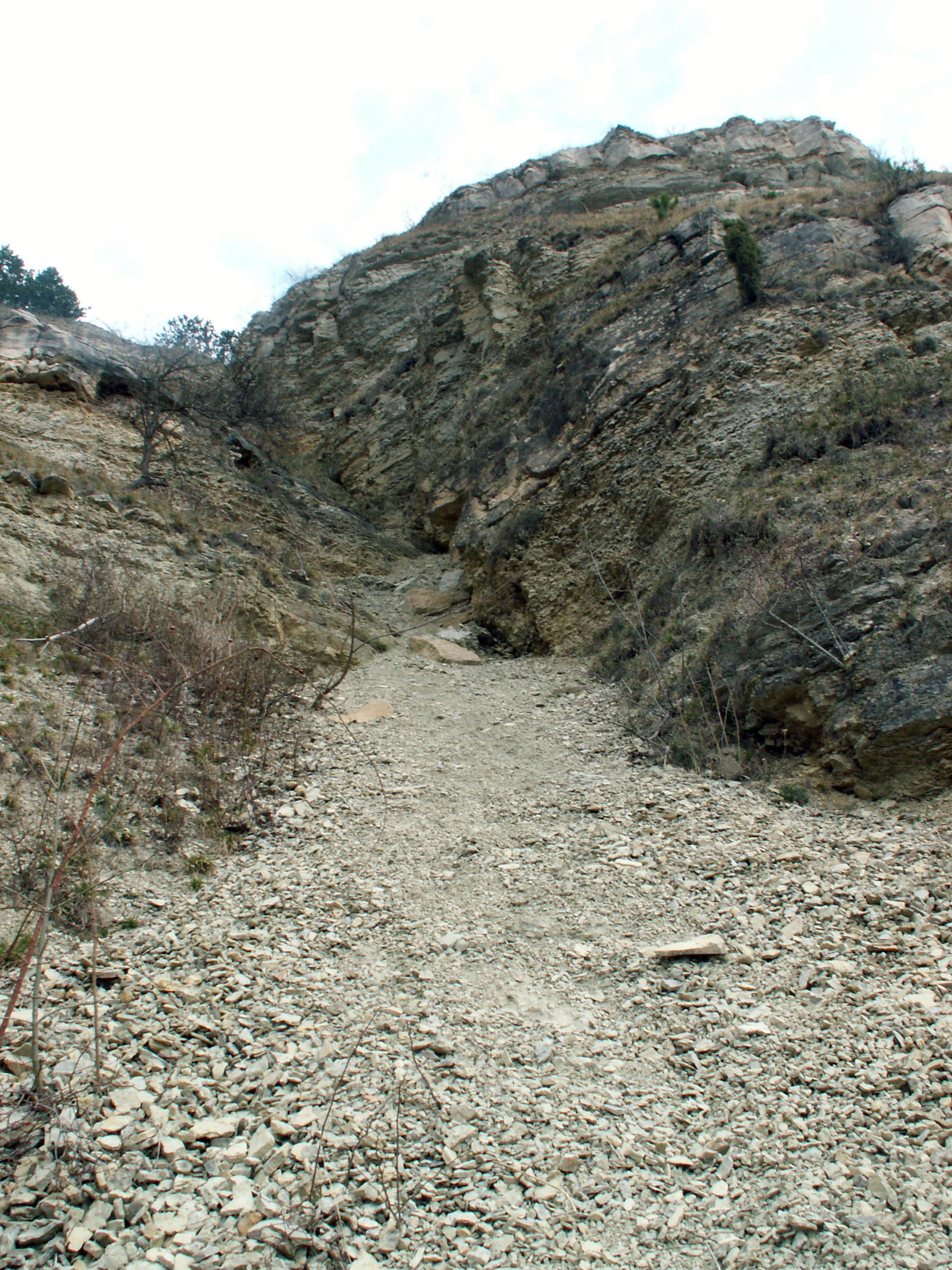
De studentenglijbaan in deze heuvelrug
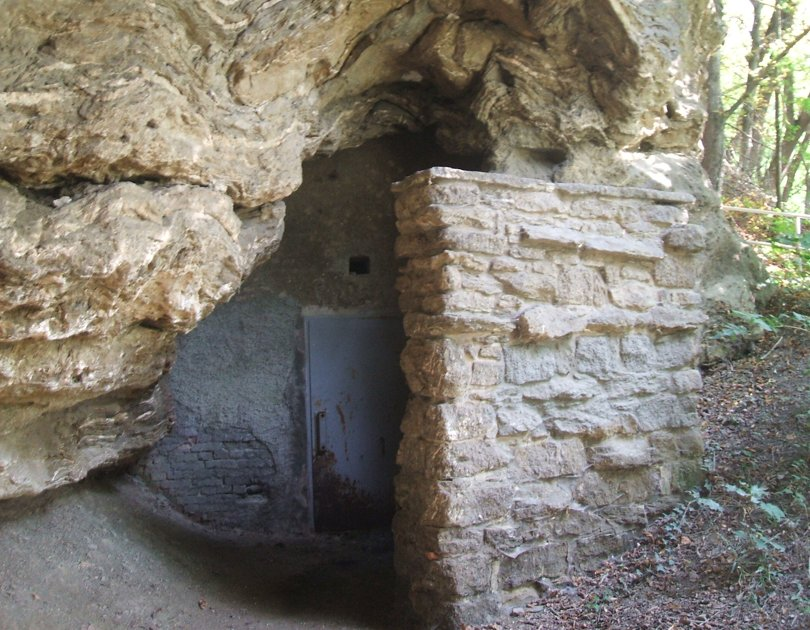
Afgesloten grot Teufelslöcher[6] in deze heuvelrug

## Sport

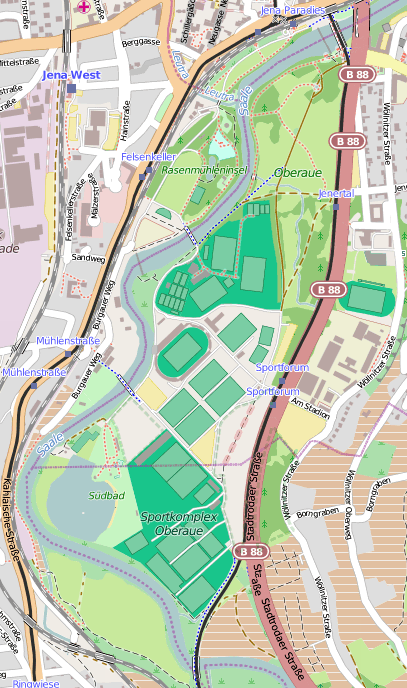
Plattegrond Park Oberaue

De belangrijkste voetbalclub van Jena is de FC Carl Zeiss Jena, die zijn thuiswedstrijden speelt in het stadion van het Ernst-Abbe-Sportfeld. Dit stadion ( officiële naam: ad hoc Arena im Ernst-Abbe-Sportfeld), dat in de zomer van 2024 na een vier jaar durende renovatie werd heropend, kan plaats bieden aan circa 15.100 toeschouwers en ligt in het Volkspark Oberaue . Deze semi-profvoetbalvereniging, die van internationale betekenis was in de DDR-periode, rond 1980, is echter niet de grootste sportclub van Jena. Dat is namelijk de USV Jena, de universiteitssportvereniging, die, eveneens vooral in Oberaue, over faciliteiten voor vele takken van sport beschikt.
Op de rivier de Saale worden verschillende takken van watersport beoefend, vooral roeien en kanovaren. Jena heeft verder een groot overdekt zwembad.
De basketbalclub van Jena is gehuisvest in de Sparkassen-Arena (3.000 plaatsen) te Burgau.

## Verkeer en vervoer

### Wegverkeer
De belangrijkste verkeerswegen in en om Jena zijn:
- de Autobahn A4 met ten zuiden van Jena afrit 53 Jena-Göschwitz en iets verder oostelijk afrit 54, in stadsdeel Neulobeda; deze weg loopt in west-oost-richting.
- de Bundesstraße 88 die van zuidwest naar noordoost loopt (o.a. naar Naumburg), en de A4 op twee plaatsen aan de zuidrand van de gemeente Jena kruist;
- de Bundesstraße 7 die van Jena westwaarts naar Weimar loopt en oostwaarts naar Gera.

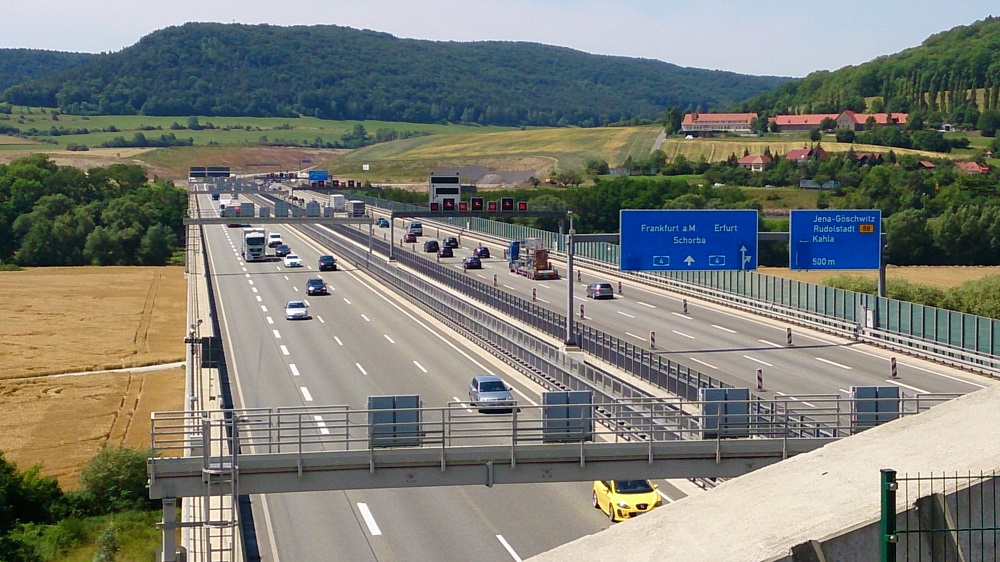
De A4 bij Neulobeda
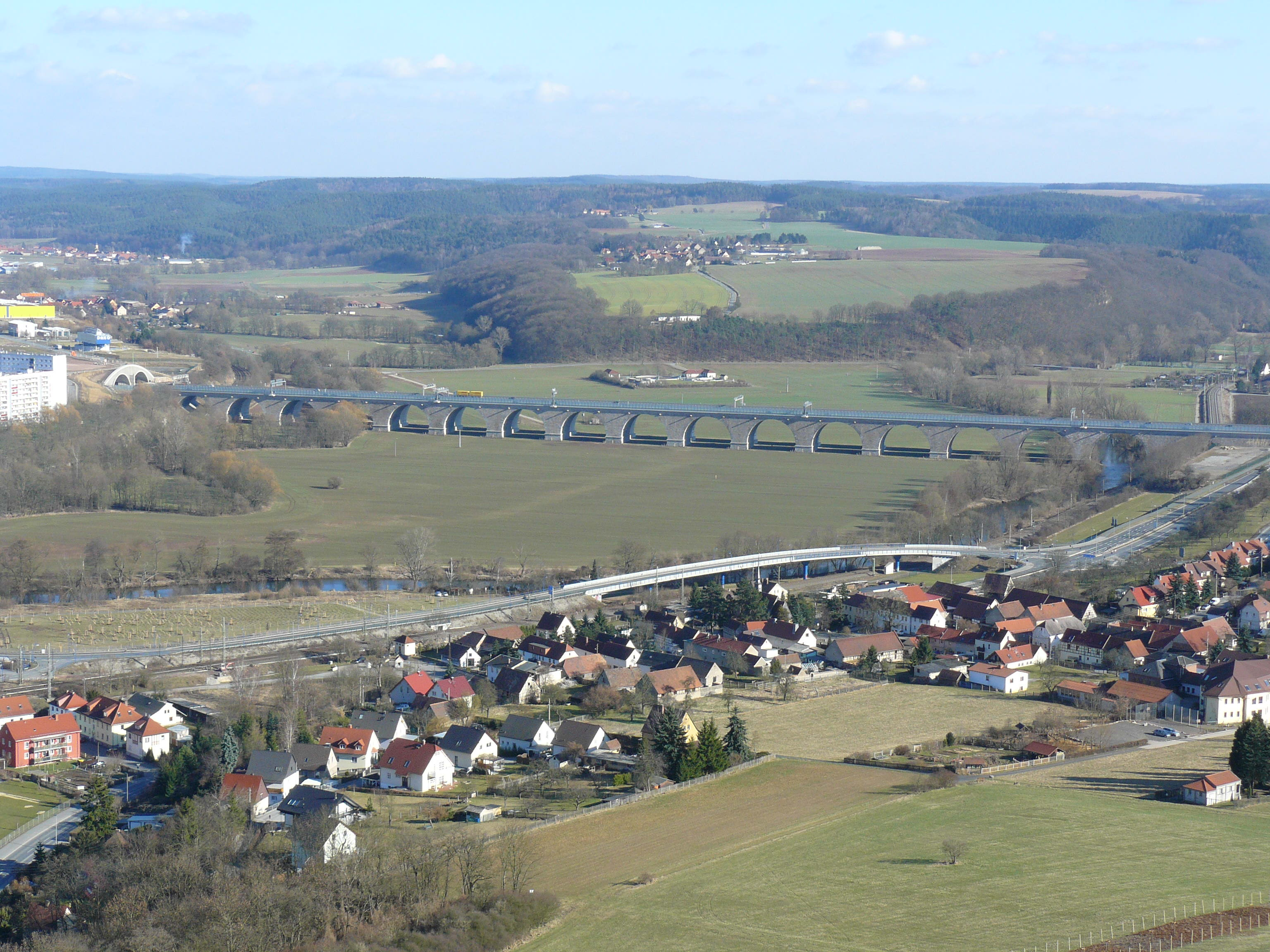
Viaduct Saaletalbrücke in de A4; op de voorgrond stadsdeel Göschwitz van Jena
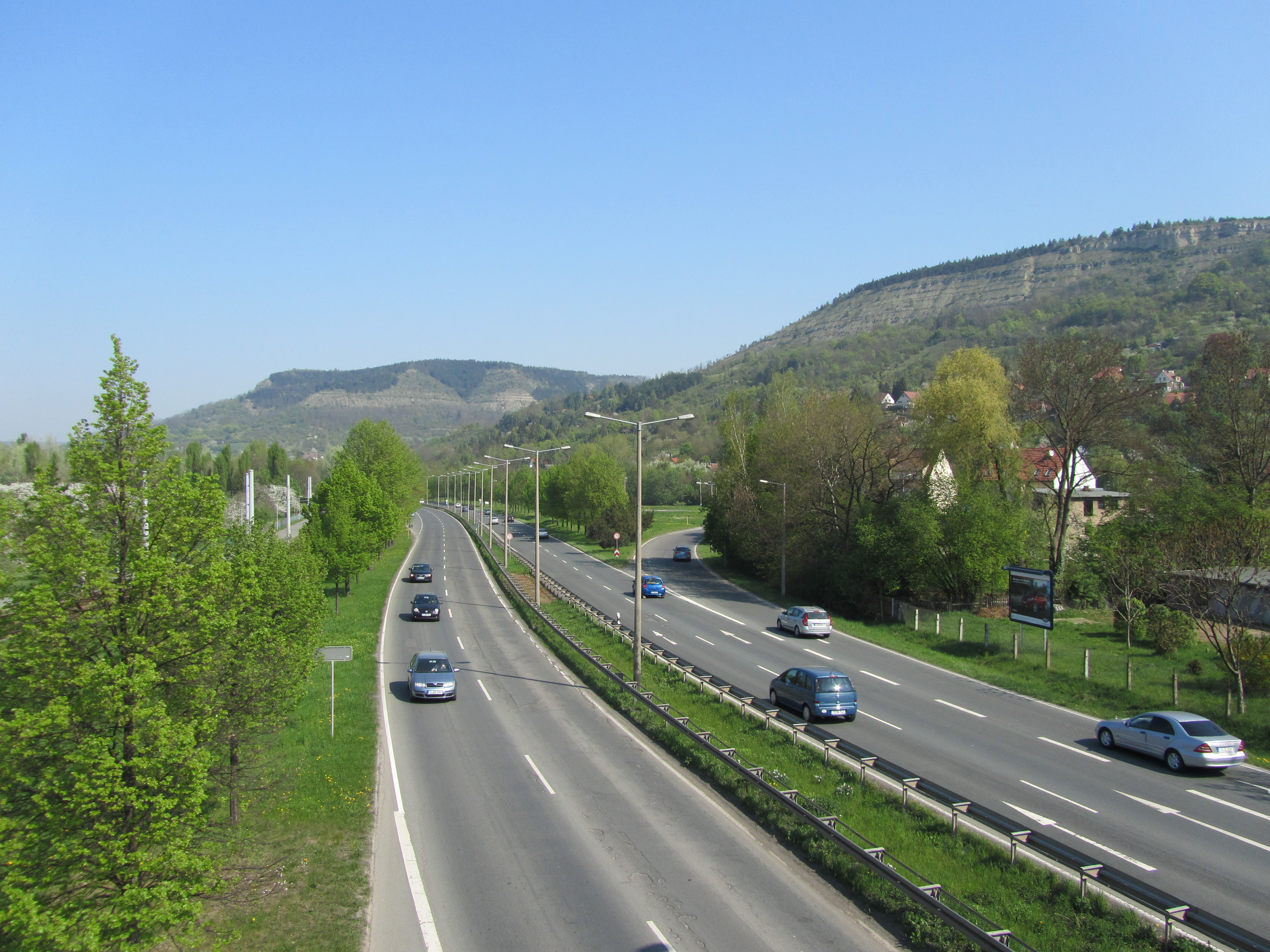
De Stadtrodaer Straße (B 88) van Neulobeda naar het centrum van Jena v.v.

### Openbaar vervoer
De spoorlijn Großheringen - Saalfeld of Saalbahn loopt van noord naar zuid door de stations Jena-Zwätzen, Jena Saalbahnhof, Jena-Paradies en het in 1876 geopende Jena-Göschwitz.
De spoorlijn Weimar- Gera doet in Jena de stations Jena West, Jena-Göschwitz en Neue Schenke in stadsdeel Neulobeda aan. Een centraal station, midden in Jena, is nooit verder gekomen dan de tekentafel.

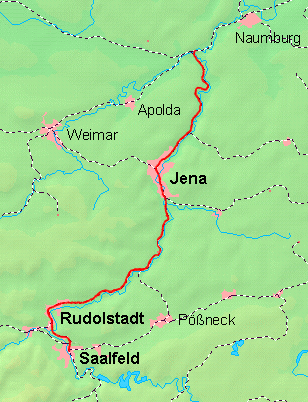
Trajectkaart Saalbahn
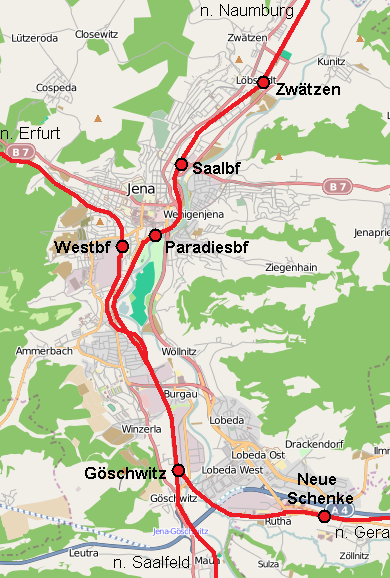
Overzicht stations te Jena
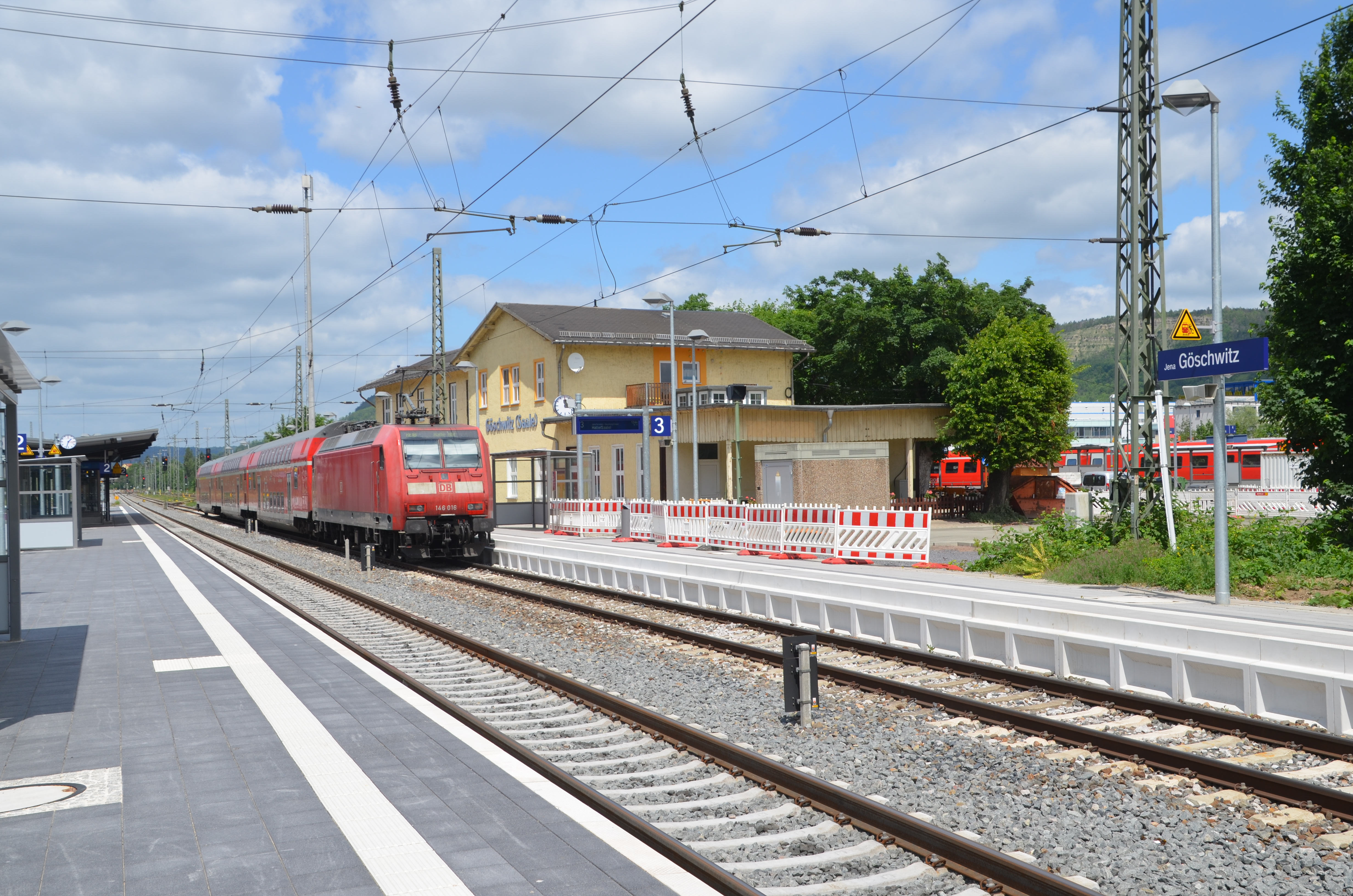
Station Jena-Göschwitz
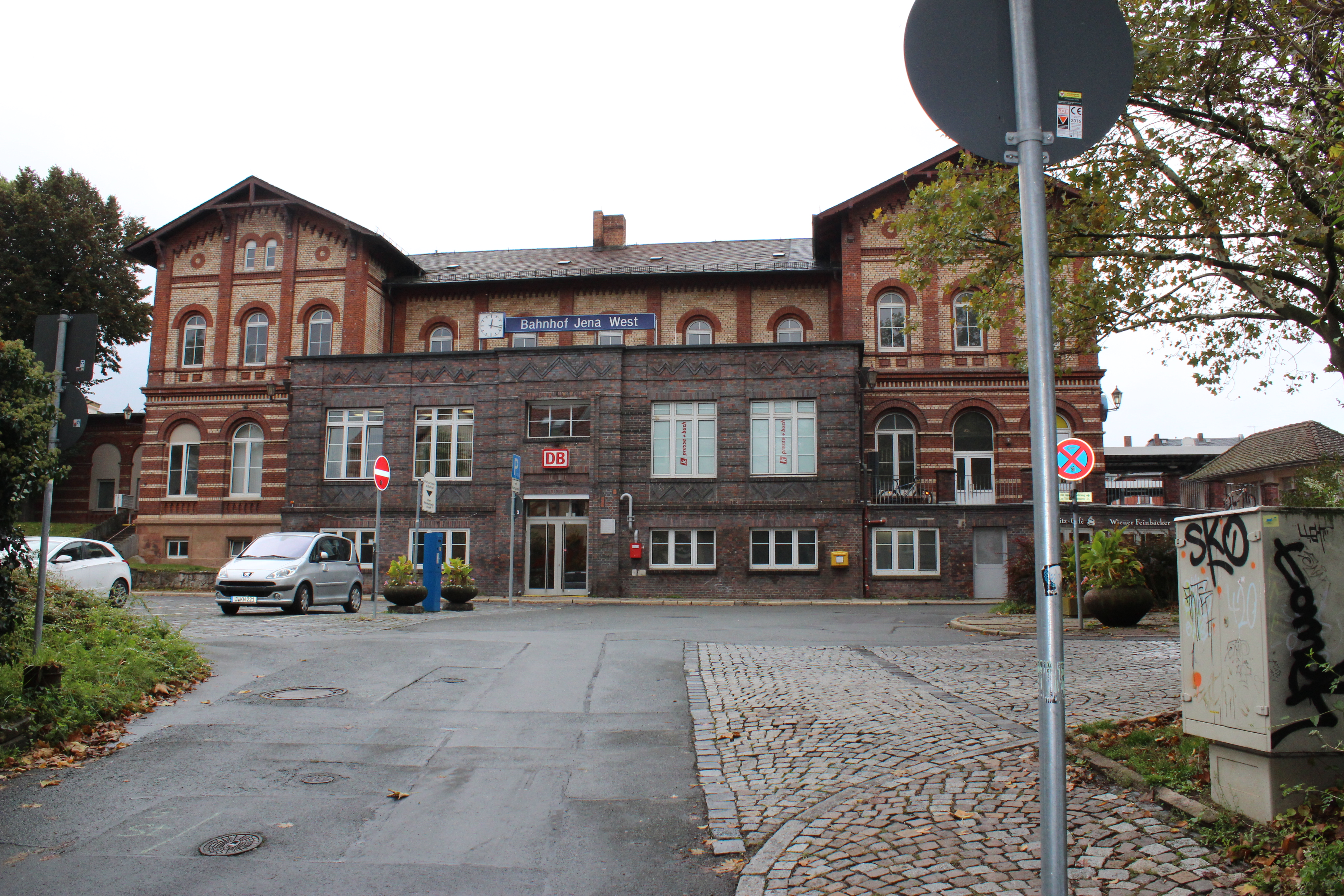
Station Jena-West

Jena heeft een tamelijk dicht tram- en stadsbusnet voor lokaal vervoer. De trams rijden al sedert 1901. De spoorbreedte is 1000 mm. Jena is daarmee een van de weinige Duitse steden met minder dan 200.000 inwoners, waar na plm. 1975 trams zijn blijven rijden.

Lijnennetkaart tram te Jena. De dunne rode dubbele strepen zijn spoorlijnen.
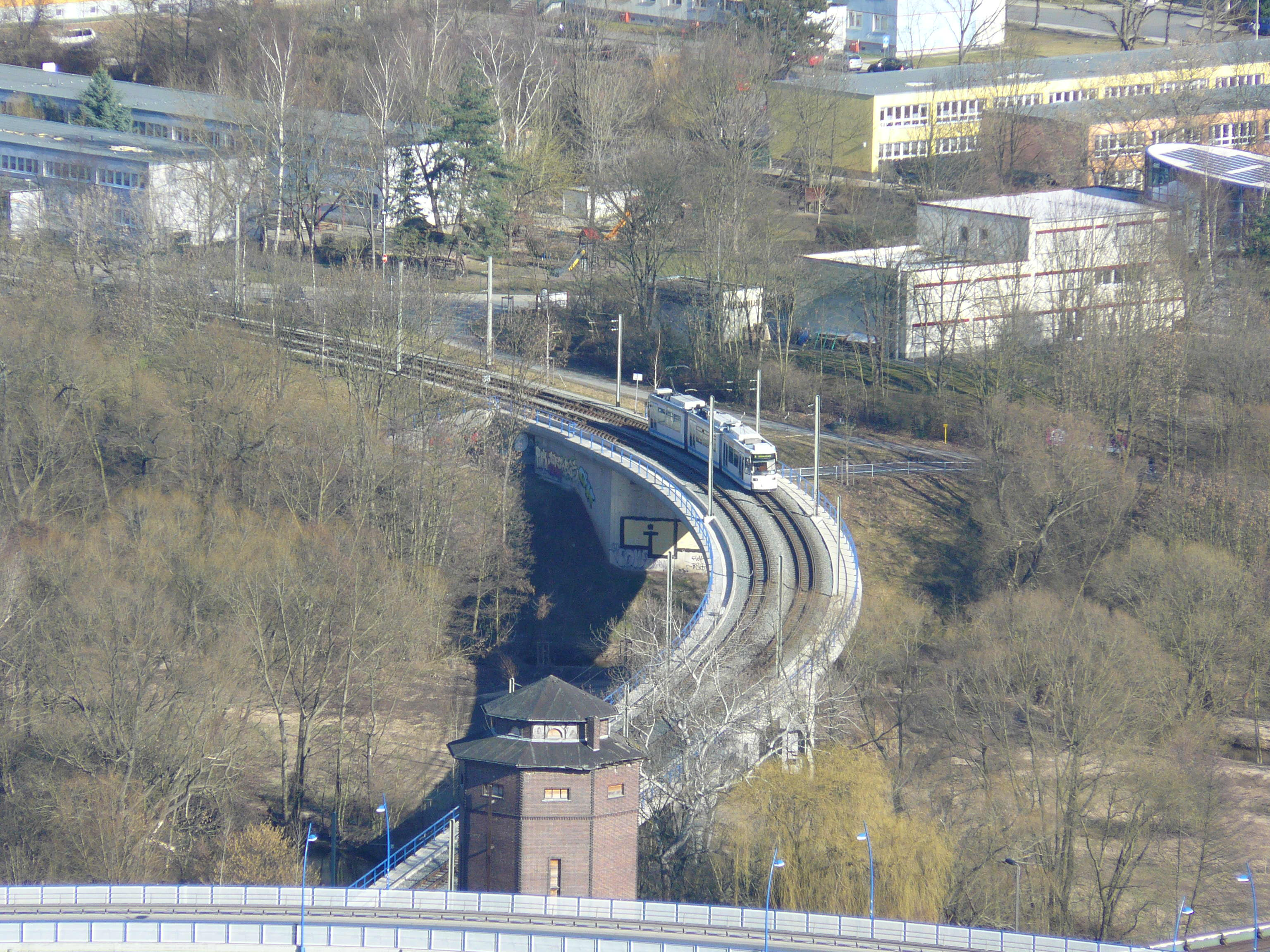
Trambrug over de Saale tussen Göschwitz en Neulobeda
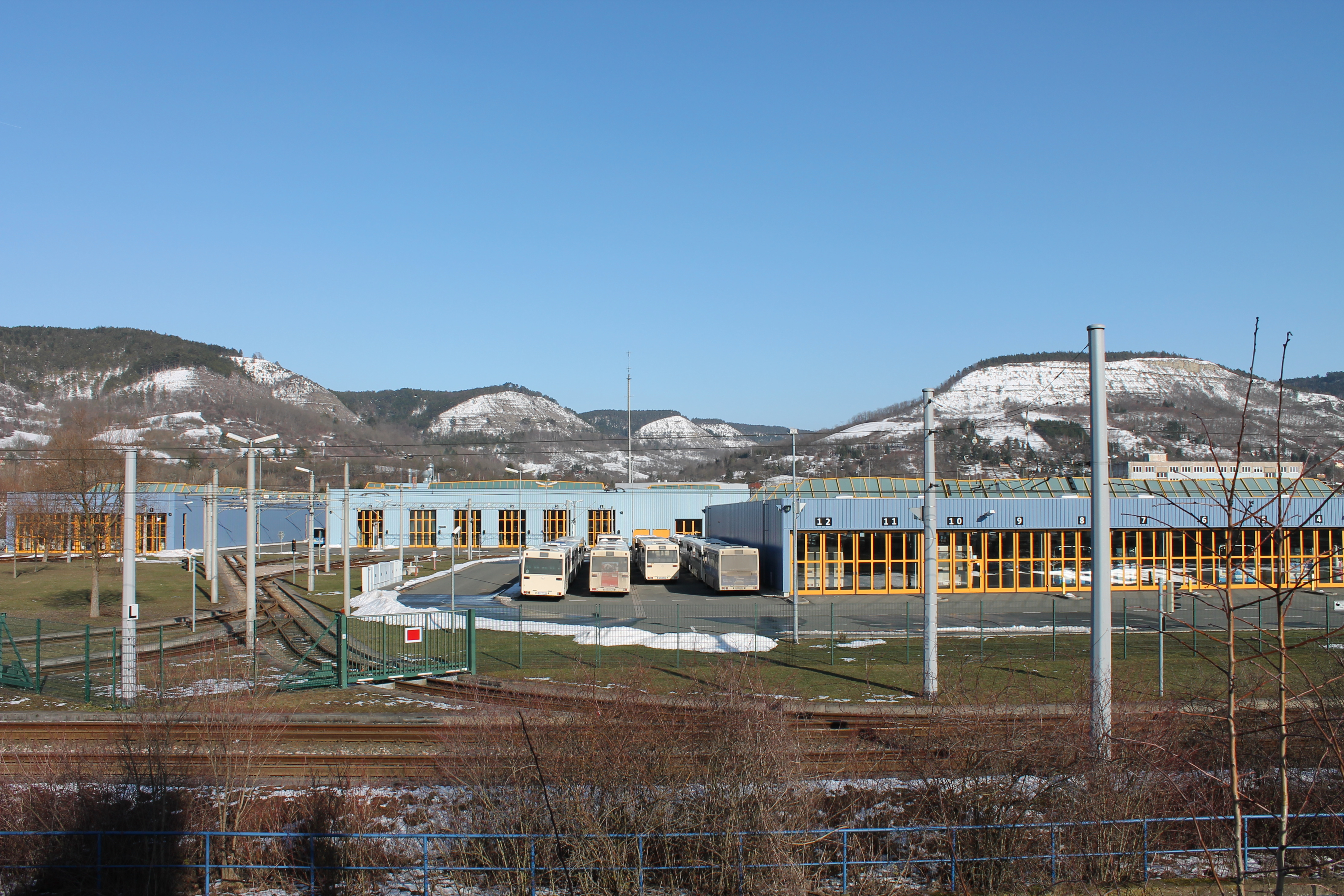
Tramremise te Burgau

### Overig
Tien kilometer ten oosten van Jena, in het dorp Schöngleina, ligt een klein vliegveld, de Flugplatz Jena-Schöngleina. Het veld is vooral bedoeld voor gebruik door hobby- en sportvliegtuigjes en door helikopters. Het veld heeft de ICAO-code IDBJ, en heeft een geasfalteerde start- en landingsbaan van 1170 × 23 meter en een graspiste van 620 × 30 meter.
De rivier de Saale, die door de gemeente loopt, is alleen bevaarbaar voor kano's en kleine roeibootjes.

## Economie
Jena is van oudsher bekend als centrum van de optische industrie. Bekende bedrijven die uit Jena komen zijn Carl Zeiss AG en Jenoptik, een spin-off van de Oost-Duitse tak van Carl Zeiss, dat veelzijdige activiteiten ontplooit op het gebied van optische instrumenten, onderdelen voor computers en geavanceerde apparatuur voor talrijke takken van industrie. Een voormalige dochteronderneming van Jenoptik, Jena-Optronik GmbH staat bekend als leverancier voor onderdelen van ruimtevaartuigen. Daarnaast is te Jena een economische ontwikkeling gaande in de richting van internethandel (internationaal opererende webshops), high-tech-industrie en hoogwaardige softwareontwikkeling. De aanwezigheid van de universiteit brengt ook belangrijke economische impulsen met zich mede. Talrijke vooraanstaande Duitse wetenschappelijke instituten hebben te Jena één of meer vestigingen. Alleen al op de locatie Beutenberg Campus, ten zuidwesten van het stadscentrum, zijn talrijke IT-bedrijven en 9 wetenschappelijke instituten gehuisvest. De farmaceutische industrie te Jena was in de jaren rond 1990 bekend, omdat in de stad een fabriek van de pil stond; later kwam dit bedrijf in bezit van Bayer AG, en is van weinig betekenis meer.
Na de Wende van 1990 is het stadshart gemoderniseerd, o.a. door de bouw van een nieuw overdekt winkelcentrum (Goethe Galerie).

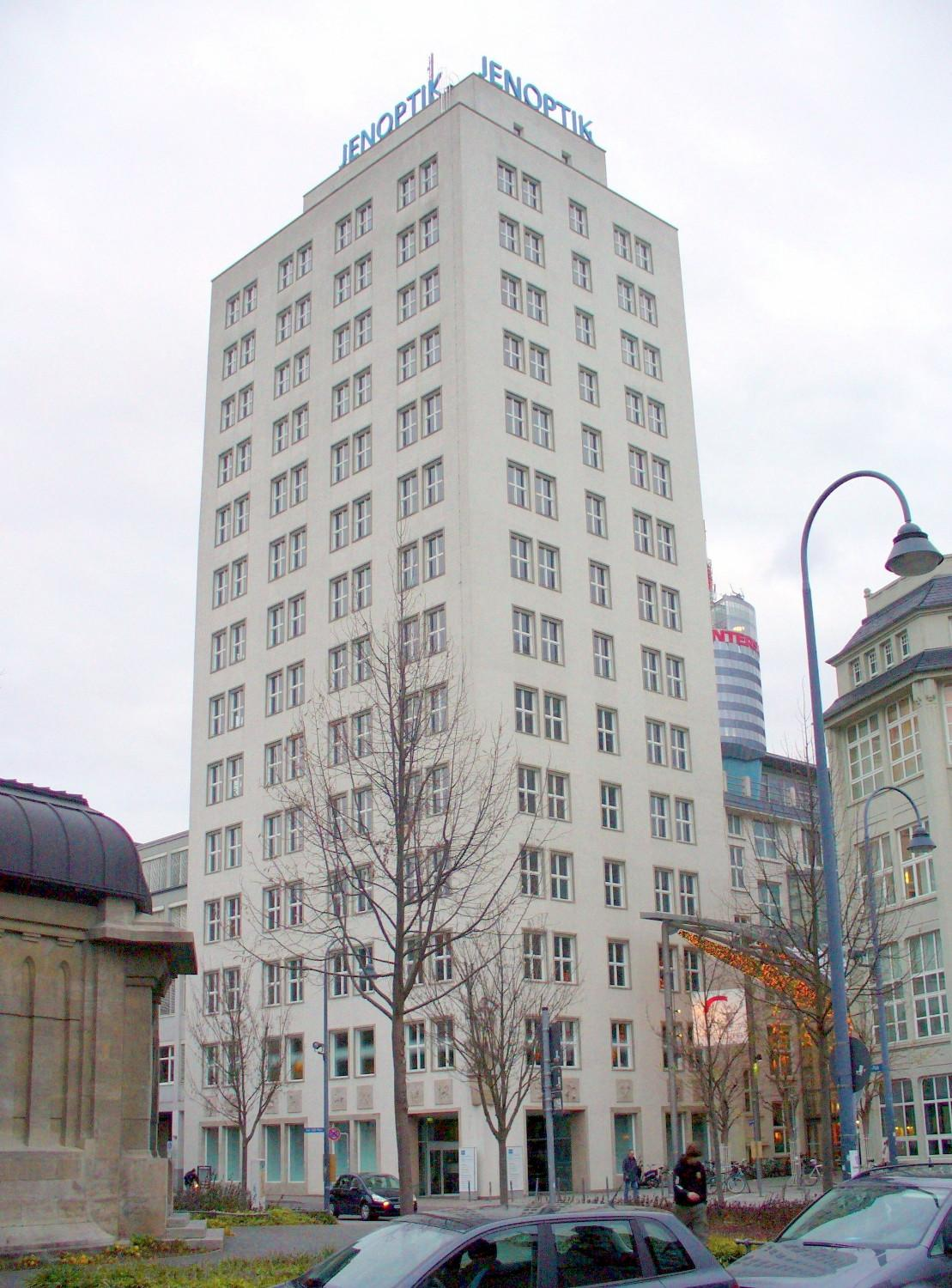
Bau 36, hoofdkantoor Jenoptik
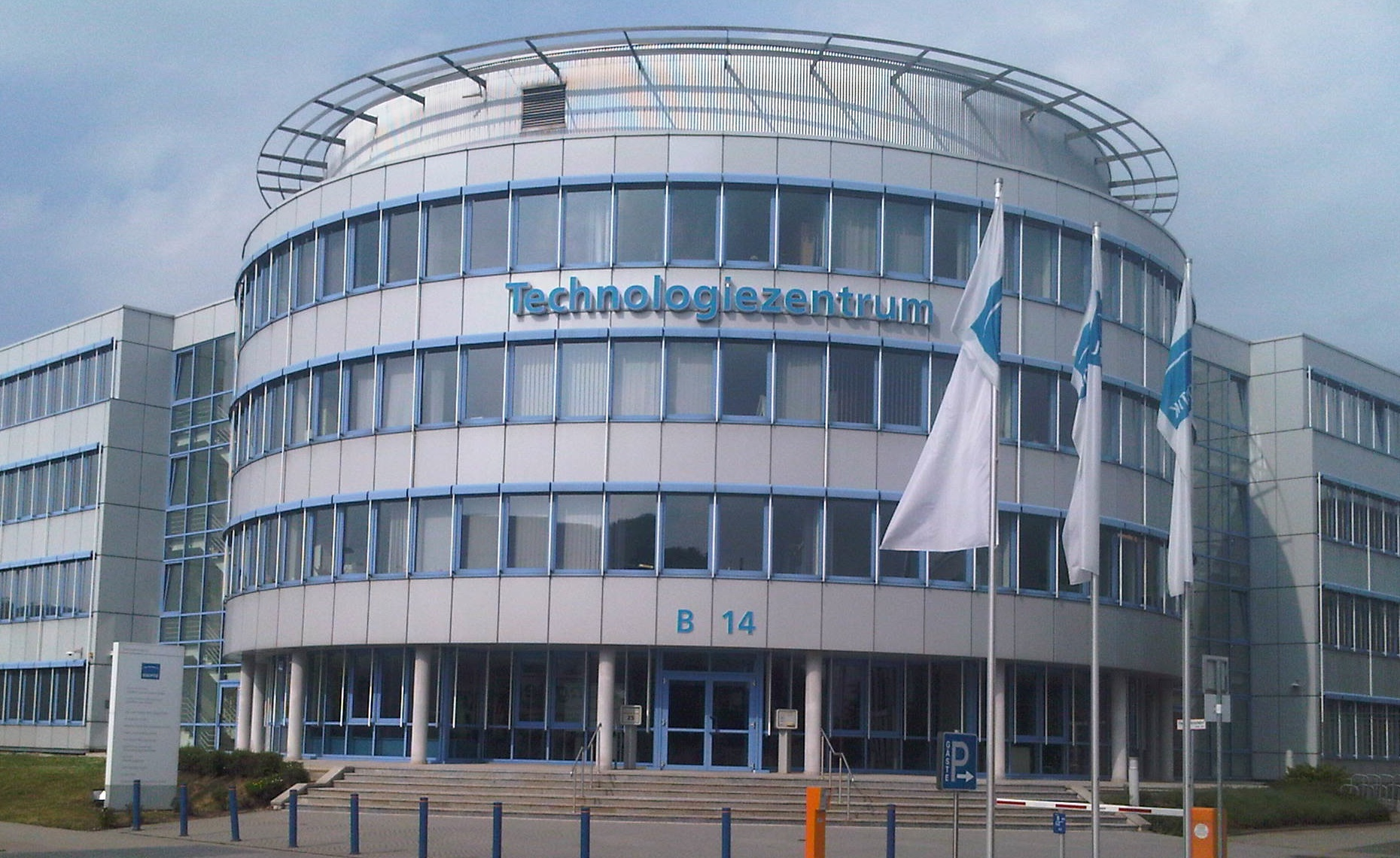
Technologiecentrum Jenoptik, Jena-Göschwitz
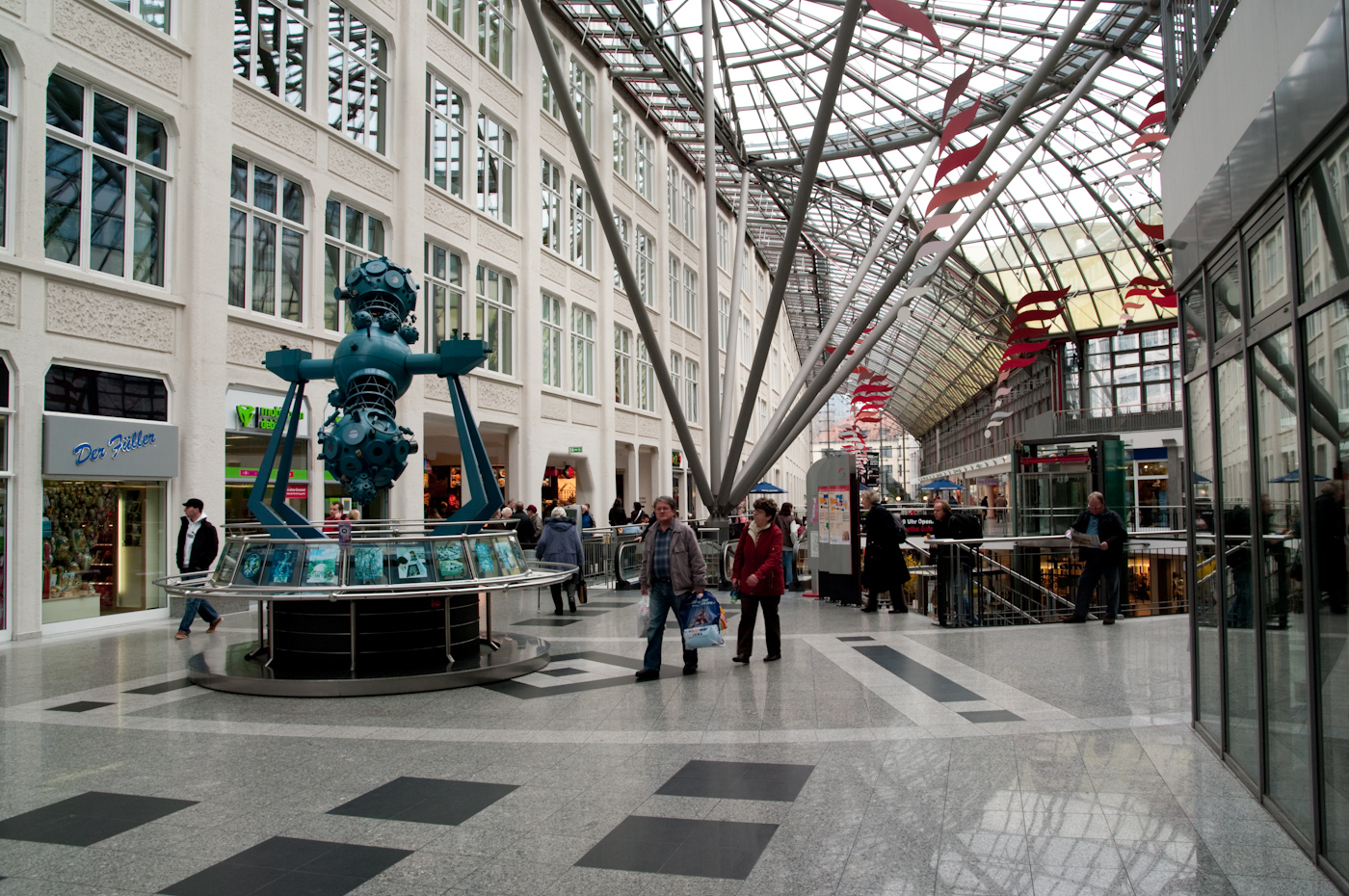
Winkelcentrum Goethe Galerie in het centrum (geopend in 1996)
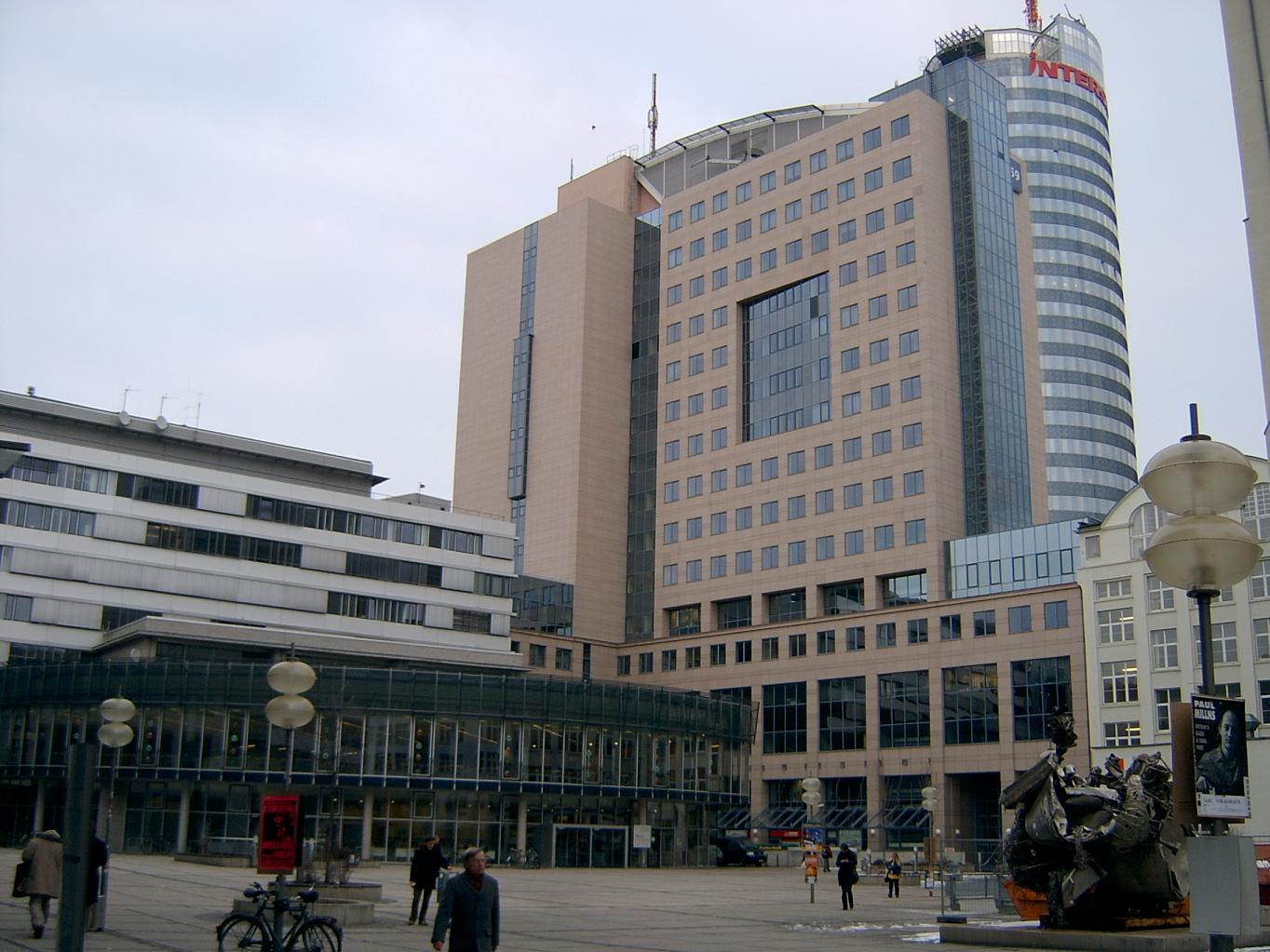
Na 1990 op de locatie van de voormalige fabriek van Carl Zeiss gebouwde universiteitsgebouwen aan de Ernst-Abbe-Platz
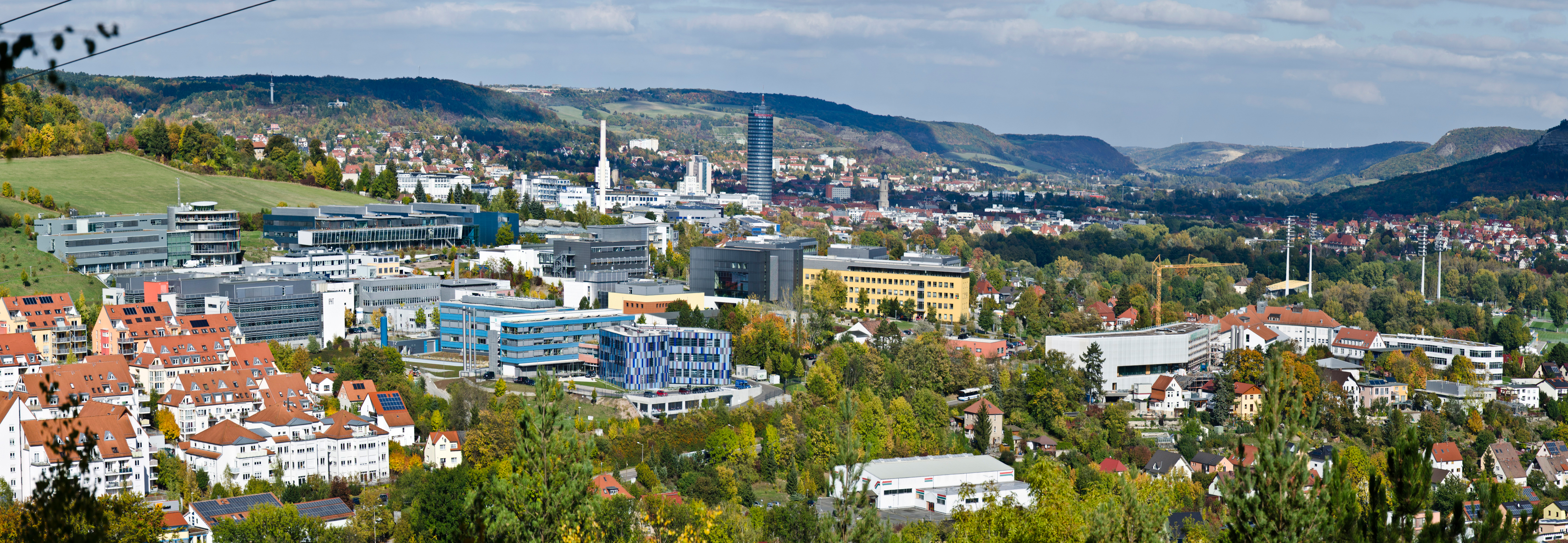
Beutenberg Campus

## Partnersteden
- Lugoj, Roemenië, sedert 1983, verlengd in 1993
- Porto, Portugal, sedert 1984
- Erlangen, Duitsland, sedert 1987
- Berkeley, Californië, Verenigde Staten, sedert 1989
- San Marcos, Nicaragua, sedert 1996
- Aubervilliers, Frankrijk, sedert 1999
- Vladimir, Rusland, sedert 2008
- Beit Jala, Palestijnse Westelijke Jordaanoever, sedert 2011

## Bekende personen uit Jena

### Geboren
- Johan Willem van Saksen-Jena (1675-1690), van 1678 tot zijn dood hertog van het Hertogdom Saksen-Jena
- Johann Ernst Immanuel Walch (1725-1778), wetenschapper, theoloog en natuuronderzoeker, alsmede zijn broers Christian Wilhelm Franz Walch (1726-1784), theoloog, en Karl Friedrich Walch (1734-1799), rechtsgeleerde
- August Batsch (1761-1802), natuuronderzoeker en paddenstoelenonderzoeker
- Louise Seidler (geb. 15 mei 1786; overl. 7 oktober 1866 te Weimar), vanaf plm. 1811 kunstschilderes, goede kennis van Goethe, verkeerde tot 1806 in de intellectuele kring rond Friedrich von Schlegel
- Immanuel Fichte (1797-1879), filosoof
- Karl Feuerbach (1800-1834), wiskundige
- Ludwig von Gablenz (1814-1874), officier in dienst van Oostenrijk-Hongarije
- Eduard Brückner (1862-1927), geograaf en klimatoloog, deed samen met zijn collega Albrecht Penck baanbrekend onderzoek naar gletsjervorming in de Alpen tijdens de pleistocene ijstijden; naar hem is een gletsjer op Grahamland, Antarctica genoemd
- Hans Hallier (1868-1932 te Oegstgeest), botanicus[7], student onder Ernst Haeckel. Hij was van 1893-1897 in Nederlandse dienst als wetenschappelijk medewerker actief in 's Lands Plantentuin, een botanische tuin in het toenmalige Buitenzorg, Nederlands-Indië. Van 1908-1922 was hij custos van het Leidse Rijksherbarium.
- Curt Unckel Nimuendajú (1883-1945 in Brazilië), etnoloog, zette zich in voor het behoud van talen en culturen der Inheemse Brazilianen. Voor hem is in het Paradiespark in Jena een gedenksteen opgericht.
- Hugo Schmeisser (1884-1953), wapenontwerper
- Walter Eucken (1891-1950 te Londen), econoom, een van de bedenkers van het concept ordoliberalisme
- Helene Holzman-Czapski (1891-1968), schilderes, dochter van Siegfried Czapski, van 1941-1944 in Litouwen, het vaderland van haar Joodse echtgenoot, slachtoffer van de jodenvervolging door de nazi's. Zij wist te Kaunas verscheidene joodse kinderen voor de dood in de vernietigingskampen te redden, en wist zelf te overleven en in 1965 naar Duitsland te remigreren. Haar dochter Margarete gaf Helene's aantekeningen in 2000 uit in de vorm van een schokkend boek met de titel Dies Kind soll leben. In 2005 werd zij te Yad Vashem postuum geëerd met de titel Rechtvaardige onder de Volkeren. In Jena is een straat naar haar genoemd.
- Kurt Held (pseudoniem van Kurt Kläber, 1897-1959), schrijver
- NUK (artiestennaam van Georg Spillner (1908-1998 in Eichenau bij München)), beroemde muzikale clown, trad tussen 1936 en 1985 o.a. te Hamburg en in Olympia (Parijs) op
- Bernhard van Lippe-Biesterfeld (1911-2004), Prins der Nederlanden
- Otto Günsche (1917-2003), adjudant van Adolf Hitler
- John B. Goodenough (1922-2023), Amerikaans schei- en materiaalkundige en Nobelprijswinnaar
- Dieter Wasshausen (1938), botanicus
- Tilo Medek (ook: Müller-Medek) (1940-2006), componist, muziekpedagoog en musicoloog
- Georg Herold (1947) beeldhouwer; het S.M.A.K. te Gent en het Stedelijk Museum Amsterdam hebben werk van zijn hand in bezit
- Bärbel Struppert (1950), atlete (sprintster)
- Roland Jahn (1953), journalist, directeur van de Bundesbeauftragte für die Stasi-Unterlagen (BStU), die de archieven beheert van de voormalige Oost-Duitse geheime dienst Stasi
- Ingrid Auerswald (1957), atlete (sprintster)
- Sabine Günther (1963), atlete (sprintster)
- Cornelia Sirch (1966), zwemster
- Sahra Wagenknecht (1969), politica
- Bernd Schneider (1973), voetballer
- Ulrike Urbansky (1977), atlete (400 m horden)
- Robert Enke (1977-2009), voetbalkeeper
- Steffen Justus (1982), triatleet
- Kristian Nicht (1982), voetbalkeeper
- Thomas Röhler (1991), atleet

### Overleden
- 'Erhard Weigel (* 16 december 1625 te Weiden in der Oberpfalz, † 21 maart 1699 in Jena), wis- en sterrenkundige en uitvinder; publiceerde in 1697 een belangrijk discussiestuk over de unificatie van de kalender ( zie: Gregoriaanse kalender ; Juliaanse kalender). Weigel was omstreeks 1663 te Jena een van de docenten van Gottfried Wilhelm Leibniz.
- Caroline von Wolzogen (geboren Sophie Caroline Auguste von Lengefeld; 1763-1847), schrijfster, schoonzuster van Friedrich von Schiller
- Johann Döbereiner (1780-1849), scheikundige
- Carl Zeiß (1816-1888), constructeur van lenzen
- August Schleicher (1821-1868), historisch taalgeleerde, pionier in de vergelijkende taalkunde
- Bernhard Sigmund Schultze, vanaf 1912 Schultze-Jena[8], (1827-1919), belangrijk, in Duitsland baanbrekend gynaecoloog en verloskundige; ontwikkelde een methode om baby's zonder polsslag ( zie: verstikking) te reanimeren. Ereburger van Jena.
- Ernst Haeckel, (1834-1919), bioloog
- Ernst Abbe, (1840 - 1905), natuurkundige
- Otto Schott (1851-1935) chemicus en ondernemer; vond samen met Ernst Abbe en Carl Zeiß nieuwe soorten glas uit; richtte te Jena een glasfabriek op, waaruit uiteindelijk het concern Schott AG is ontstaan. In Jena zijn een middelbare school en een straat naar hem genoemd.
- Hans Berger (1873 - 1941), psychiater en neurowetenschapper; mede-uitvinder van het EEG
- Johannes Trüper (1855-1921), pedagoog, mede-ontwikkelaar van de heilpedagogie, zette zich vooral in voor beter onderwijs aan verstandelijk gehandicapte kinderen, ook met arbeidstherapie en dagbesteding; te Jena is een straat naar hem genoemd. Hij richtte bij Jena een instelling voor gehandicapten op, de Sophienhöhe, die tot 1933 bestaan heeft.
- Peter Petersen (1884-1952), pedagoog
- Georg Buschner (1925 - 2007), voetballer, later trainer van het nationaal voetbalelftal van de DDR

### Woonachtig (geweest)[9]
- Friedrich von Schiller (1759-1805), schrijver, dichter en filosoof
- Johann Gottlieb Fichte (1762-1814), filosoof
- Caroline Schelling (geboren als Caroline Michaelis 1763-1809), vrouwelijk intellectueel; getrouwd geweest met:
- August Wilhelm von Schlegel (1767-1845), literatuurcriticus
- Alexander von Humboldt (1769-1859), Pruisische natuurvorser en ontdekkingsreiziger
- Georg Wilhelm Friedrich Hegel (1770-1831), filosoof
- Friedrich von Schlegel (1772-1829), letterkundige, literair theoreticus, dichter, filosoof en vertaler
- Dorothea Schlegel, geboren als Brendel Mendelssohn (1764-1839), schrijfster; geliefde en later echtgenote van Friedrich von Schlegel. Zij was een dochter van de bekende joodse filosoof Moses Mendelssohn, maar bekeerde zich omstreeks 1800 tot het christendom.
- Ludwig Tieck (1773-1853), schrijver uit de Romantiek, behoorde tot de kring rondom Von Schlegel en Von Schelling.
- Friedrich von Schelling (1775-1854), filosoof
- Matthias Jacob Schleiden (1804-1881), bioloog
- Otto Binswanger (1852-1929), Zwitsers psychiater, neuroloog, lange tijd professor te Jena
- Siegfried Czapski (* 28 mei 1861 op landgoed Obra bij Koschmin, provincie Posen, tegenwoordig gelegen in Polen; † 29 juni 1907 in Weimar), natuurkundige; belangrijk wetenschapper in de optica; te Jena naaste medewerker van Ernst Abbe; vader van Helene Holzman-Czapski
- Lothar Späth (1937-2016), ondernemer en politicus van de CDU. Hij was van 1991-2005 betrokken bij de herstructurering , en directielid van Jenoptik te Jena. Ereburger van Jena.

## Galerij

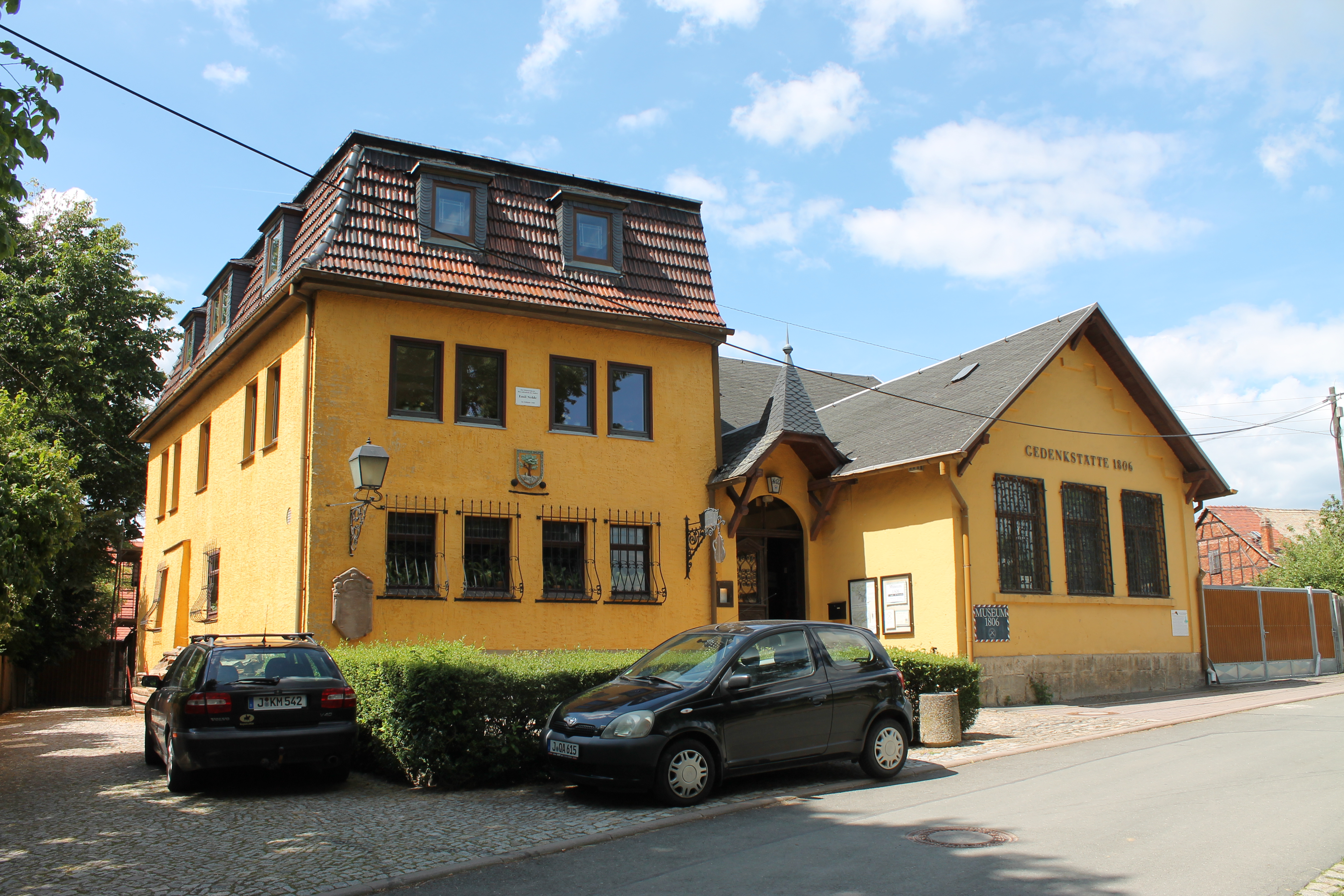
Museum over de Slag bij Jena van 1806 te Cospeda
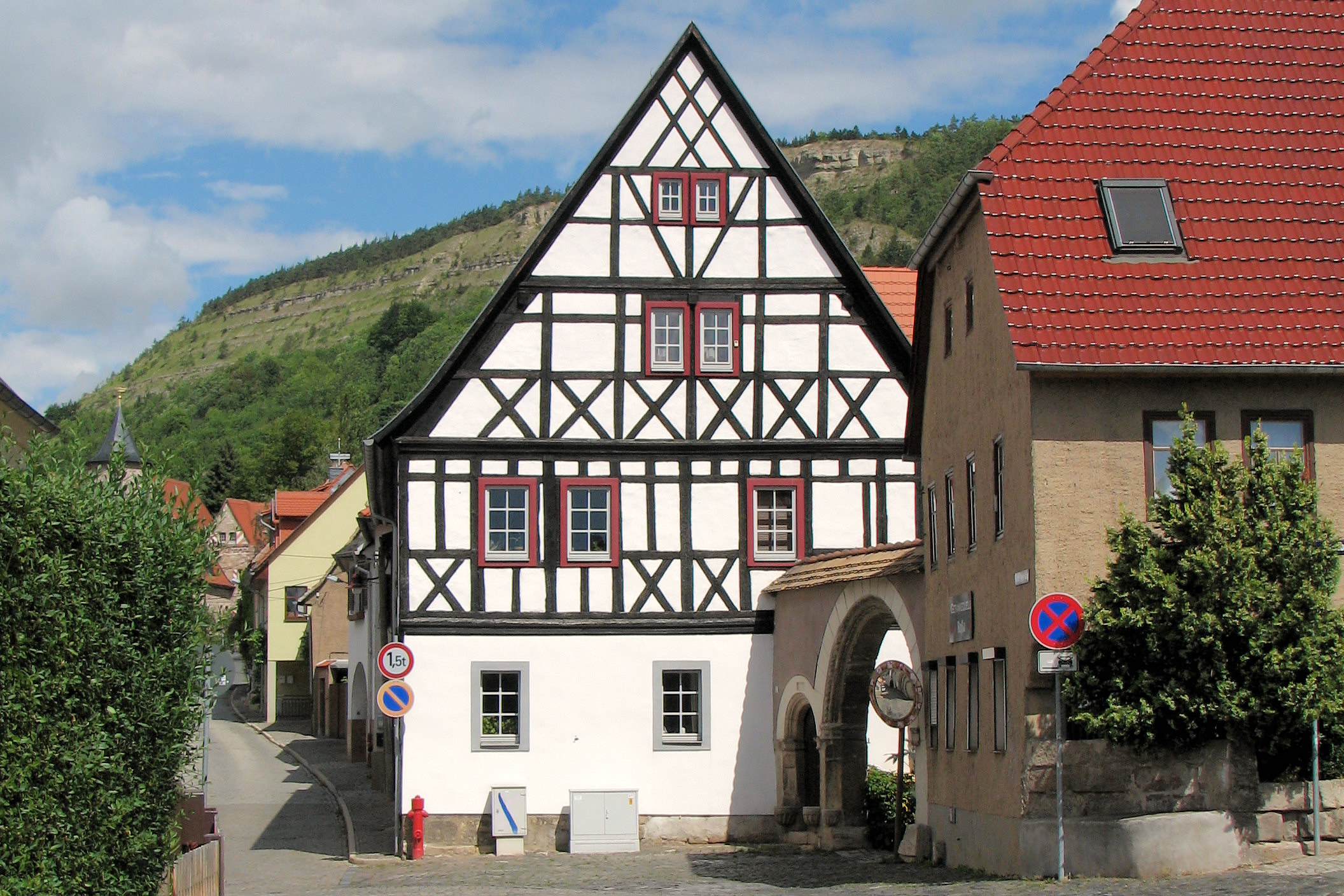
Dobermannsches Wohnhaus (bouwjaar 1593)
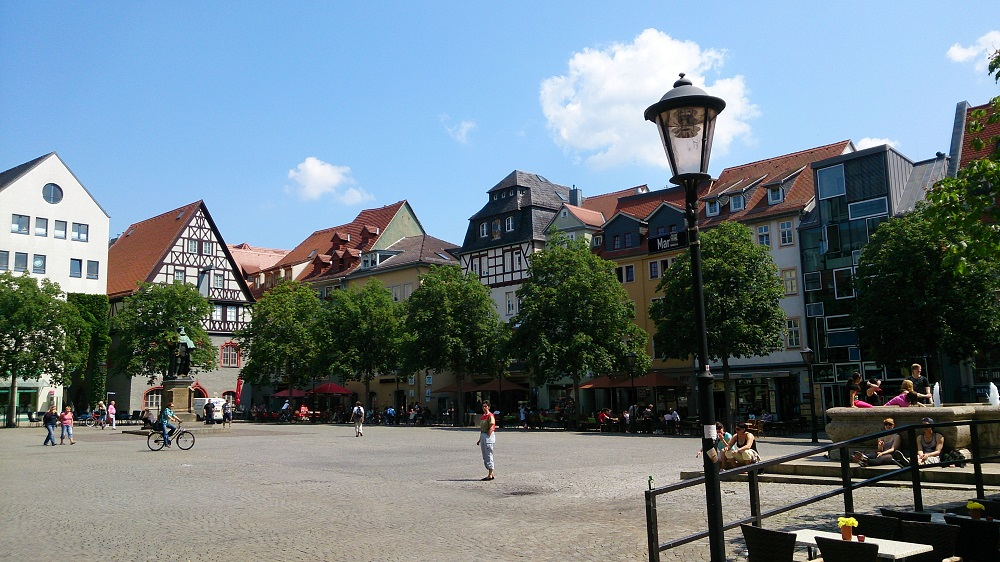
De Marktplatz
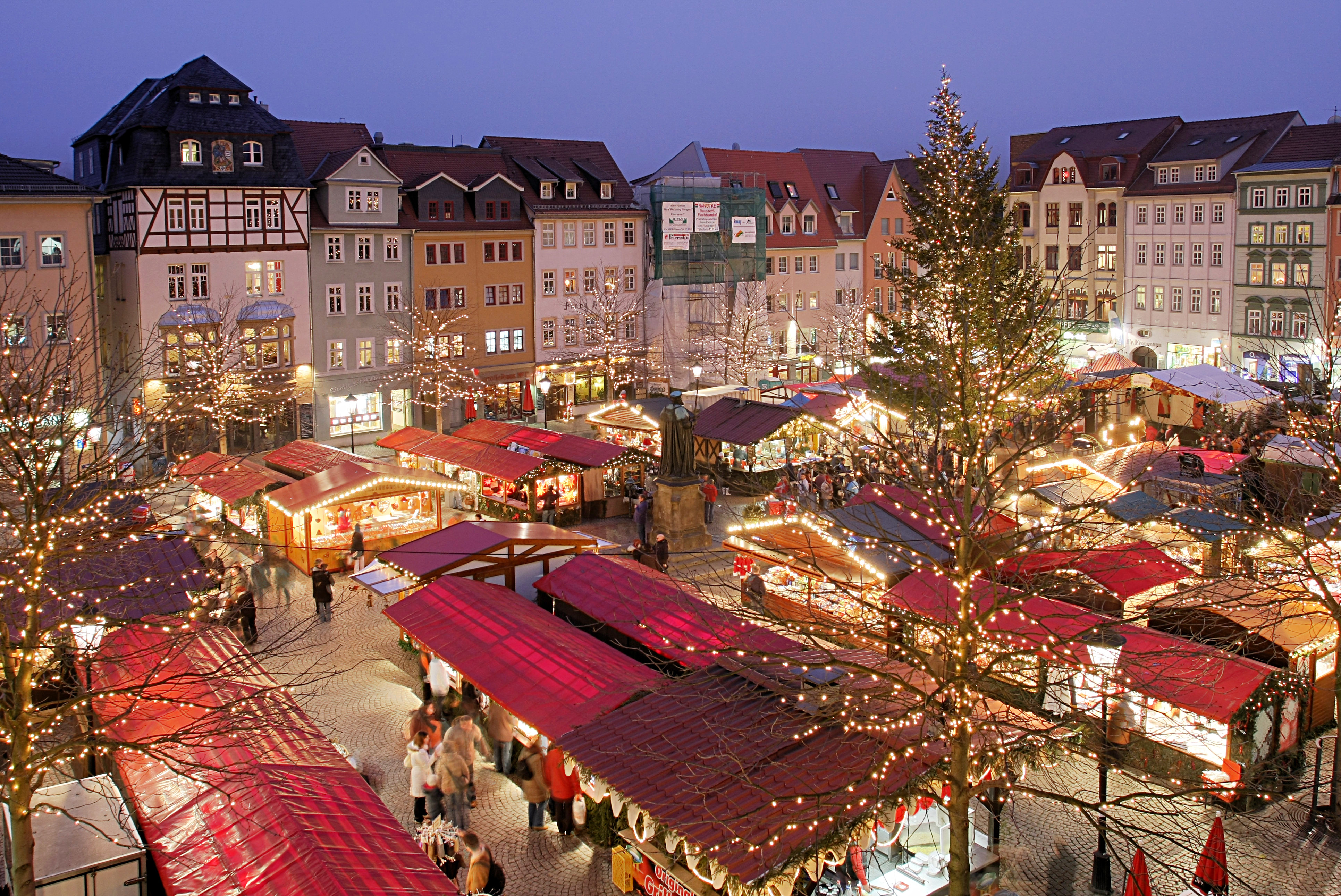
Kerstmarkt op de Marktplatz te Jena
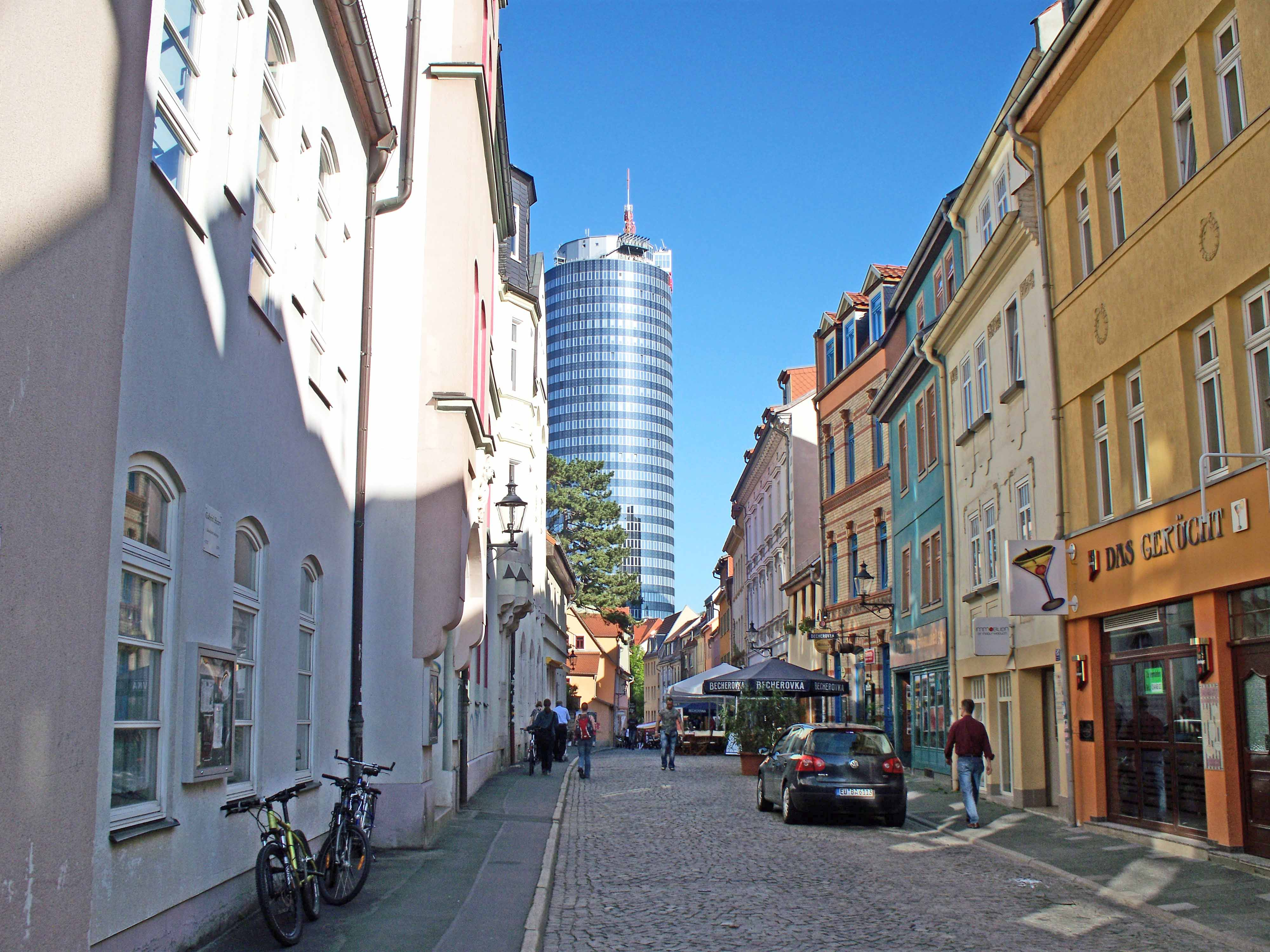
De Wagnergasse in de binnenstad, centrum van het (nachtelijk) uitgaansleven met o.a. veel cafés

## Trivia
De uitdrukking Mijn naam is Haas, ik weet van niets gaat terug op een voorval in 1855 uit het leven van een student rechten uit Jena, dat plaatsvond te Heidelberg. Deze Victor Hase (1834-1860) had daar een andere student ontmoet, die in een duel iemand had doodgeschoten. Victor hielp deze man aan papieren, om het land uit te komen, door deze zijn studentenkaart uit te lenen. Toen de ander veilig in Frankrijk was aangekomen, gooide hij Victors identiteitsbewijs weg. Dit werd echter teruggevonden en naar Heidelberg opgestuurd. Tijdens het daarop volgende onderzoek zei Victor: "Mein Name ist Hase" (Mijn naam is Haas); dat was dus de waarheid. Daaraan voegde hij toe: "De algemene vragen ontken ik; ik weet van niets". Via de Universiteit van Heidelberg, waar de uitdrukking al gauw een gevleugeld woord was, verspreidde Mijn naam is Haas, ik weet van niets zich via universiteiten doorheen het Duitse en ook Nederlandse taalgebied. Het is tevens een eerste formulering van het zwijgrecht in het strafrecht. Hase promoveerde overigens in 1857 tot doctor in de rechten, ging vrijwillig in militaire dienst, maar werd in 1860 ernstig ziek en overleed.